# Download-Festival
Das Download-Festival ist ein dreitägiges Musikfestival, das jährlich im Donington Park in England abgehalten wird und seit 2003 stattfindet. Die auftretenden Künstler spielen Rockmusik der verschiedenen Subgenres. Der Donington Park war bereits Spielort für andere Festivals, wie das Monsters of Rock von 1980 bis 1996 und das Ozzfest 2002.

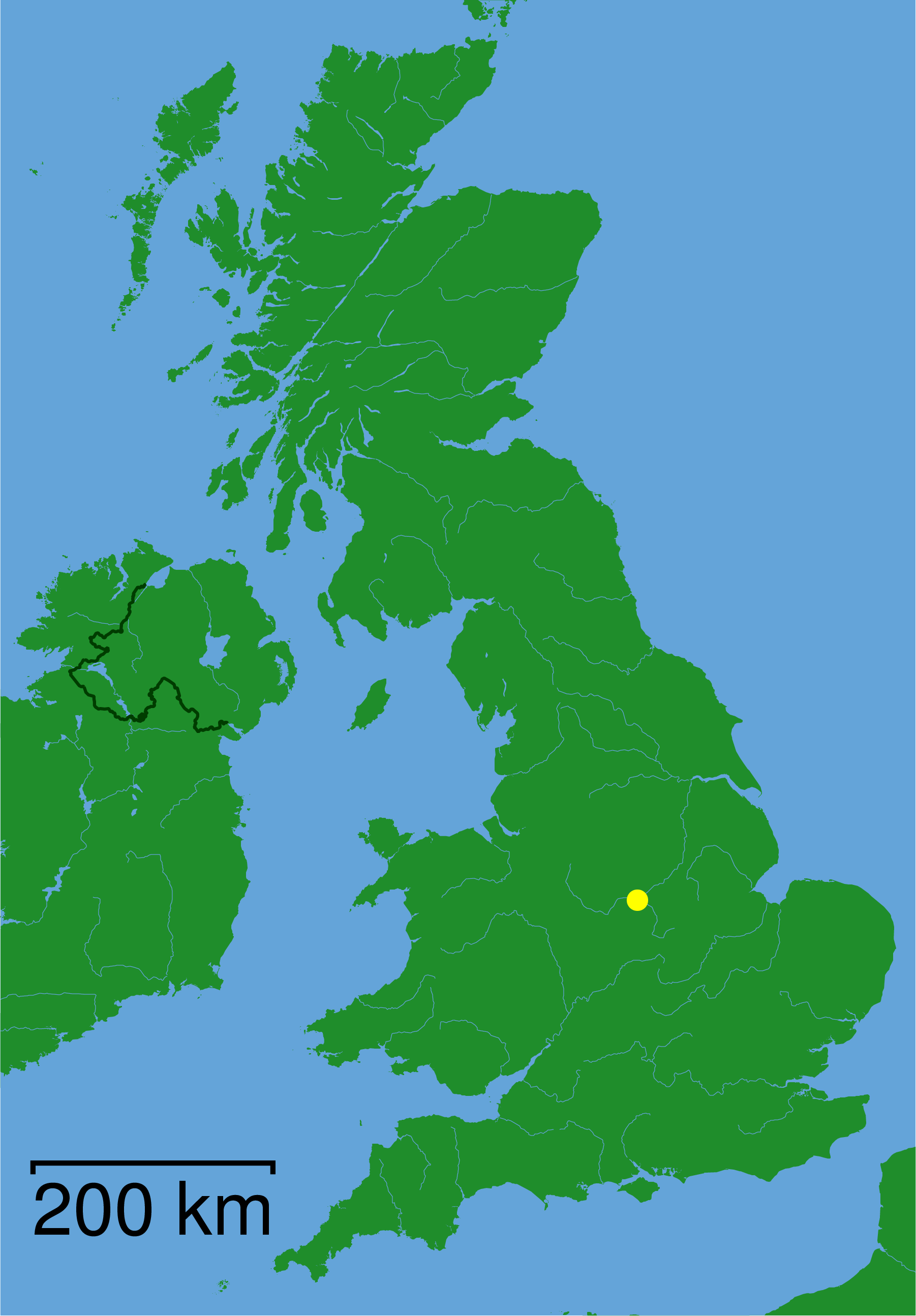
Lage des Donington Parks

## Geschichte

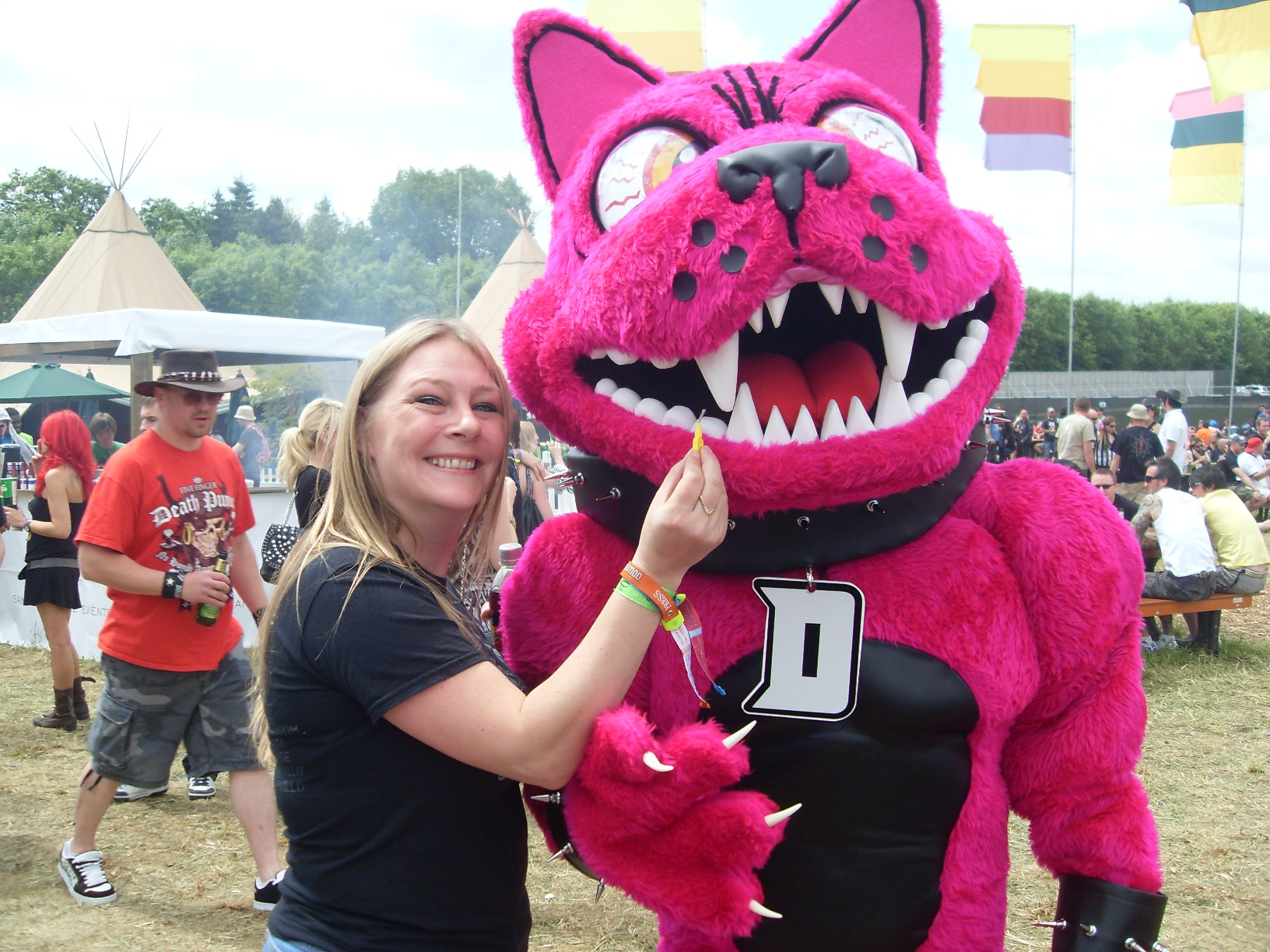
Download Dog, das Maskottchen des Festivals

Das Download-Festival findet seit 2003 jährlich auf der Rennstrecke Donington Park statt. Damit ist es Nachfolger des Monsters of Rock. Die erste Ausgabe 2003 war eine Gemeinschaftsveranstaltung der Promoter Stuart Galbraith, Tom Pyke and Andy Copping. Zunächst zweitägig (im Gegensatz zum eintägigen Monsters of Rock) wurde das Festival 2005 auf drei Tage ausgedehnt. Das Festival versammelt an diesen drei Tagen zwischen 90.000 und 120.000 Rockfans.
Der Name rührt von einem neuen Marketingkonzept her, das die Veranstalter im Zeitalter des Internets etabliert hatten. Mit den Tickets konnten Audiodateien von den auftretenden Künstlern erworben werden. Als Maskottchen wurde der „Download Dog“ etabliert. Seit 2022 gibt es mit dem Download Germany einen deutschen Ableger des Festivals.

## Download-Festival 2003
Das erste Download-Festival fand vom 31. Mai bis zum 1. Juni 2003 statt. Die Auftritte fanden auf zwei Bühnen statt, die Hauptbühne („Main Stage“) und die Nebenbühne („Scuzz Stage“), auf denen jeweils an beiden Tagen gespielt wurde. Die Headliner sollten ursprünglich Iron Maiden und Limp Bizkit sein, da Limp Bizkit aber nicht teilnehmen konnten, wurde der zweite Headliner Audioslave. Eigentlich wollten Metallica für Audioslave einspringen, allerdings hatten sie schon eine Headliner-Verpflichtung bei den Reading and Leeds Festivals, so dass sie nur einen unangekündigten Auftritt am Sonntagnachmittag auf der Nebenbühne spielen konnten. Die Besucherzahlen waren recht hoch, Iron Maiden spielte vor ungefähr 45.000 Fans, Audioslave als zweiter Headliner erreichte eine ungefähre Zuschauerzahl von 38.000
| Samstag, 31. Mai | Samstag, 31. Mai |
| Main Stage | Scuzz Stage |
| --- | --- |
| Iron Maiden Marilyn Manson Deftones Ministry InMe Murderdolls Amen Funeral for a Friend Stampin’ Ground Shadows Fall Murder One | A Reel Big Fish Taproot Sepultura Reef HIM SOiL The Hellacopters SikTh 3 Colours Red From Autumn to Ashes QueenAdreena Violent Delight Arch Enemy Chimaira |

| Sonntag, 1. Juni | Sonntag, 1. Juni |
| Main Stage | Scuzz Stage |
| --- | --- |
| Audioslave Zwan Flint Apocalyptica Less Than Jake Disturbed Stone Sour Evanescence Mudvayne Spineshank The Darkness One Minute Silence Raging Speedhorn Instruction | NOFX Boysetsfire The Bouncing Souls Strung Out Thrice Spunge TSOL The Real McKenzies Metallica The Eighties Matchbox B-Line Disaster Brand New Instruction Beatsteaks Randy Fabulous Disaster |

## Download-Festival 2004
2004 wurde eine zweite Nebenbühne hinzugefügt. Die zwei Nebenbühnen hießen diesmal „Snickers 'Game On' Stage“ und „Barfly Stage“ und bildeten mit der Hauptbühne zwischen dem 5. und 6. Juni Auftrittsfläche für insgesamt 72 Bands. Kennzeichnend für 2004 waren etliche Pannen bei den Auftritten der Bands. So kamen SOiL zu spät zu ihrem Auftritt am Samstag und traten dann am Sonntag bei der Show von Drowning Pool auf und spielten dort den Drowning Pool-Song "Bodies" und ihren eigenen Song "Halo". Ebenfalls an diesem Tag verpassten Static-X ihren Auftritt, weil ihr Bus eine Panne hatte. Am nächsten Tag setzten sich die Probleme fort. Der Auftritt von Slayer wurde zwar nicht verpasst, aber ihre Ausrüstung funktionierte nicht richtig. Für Slayer traten Damageplan auf der Hauptbühne auf, Slayer spielten ihre Show dann später am Abend auf der Nebenbühne. Für die meisten Meldungen sorgten jedoch Metallica, die diesjährigen Headliner mit Linkin Park, als Schlagzeuger Lars Ulrich kurz vor der Show ins Krankenhaus gebracht werden musste. Nachdem bereits eineinhalb Stunden vergangen waren, erklärte Sänger James Hetfield dem Publikum, was vorgefallen war und man begann kurzfristig mit Dave Lombardo (Slayer) am Schlagzeug zu spielen, der allerdings nach zwei Liedern von Joey Jordison ersetzt wurde. Auch Ulrichs Schlagzeug-Techniker Flemming Larsen spielte einen Song.
| Samstag, 5. Juni | Samstag, 5. Juni | Samstag, 5. Juni |
| Main Stage | Snickers "Game On" Stage | Barfly Stage |
| --- | --- | --- |
| Linkin Park Sum 41 Iggy and The Stooges The Hives The Distillers Cradle of Filth Monster Magnet Opeth The Dillinger Escape Plan | Pennywise Electric Six Wildboyz Arch Enemy Biffy Clyro Idiot Pilot Million Dead Instruction 36 Crazyfists Akercocke Viking Skull Powder The Bled | Peaches International Noise Conspiracy Ikara Colt thisGirl Roxy Saint The Glitterati Surferosa Burst Lowfive Yourcodenameis:Milo Bullet for My Valentine The Holiday Plan Hiding Place Fireapple Red |

| Sonntag, 6. Juni                                                                     | Sonntag, 6. Juni | Sonntag, 6. Juni |
| Main Stage                                                                           | Snickers "Game On" Stage | Barfly Stage |
| ------------------------------------------------------------------------------------ | --- | --- |
| Metallica Korn Slipknot Machine Head Damageplan Soulfly Ill Niño Turbonegro Breed 77 | HIM Bowling for Soup Taking Back Sunday Slayer Life of Agony Brides of Destruction Drowning Pool Hatebreed Hoobastank Trapt Silvertide Ricky Warwick Terra Diablo | SuicideGirls Young Heart Attack Span The Sounds Dirty Americans Recover Amplifier Do Me Bad Things Danko Jones The Black Dahlia Murder Mooney Suzuki Gonga Despised Icon Hurricane Party Planet of Women |

### Schottland
Am 2. und 3. Juni wurde bereits eine Art Vorfestival im Glasgow Green, einem Park in Glasgow, abgehalten, bei dem neun ausgewählte Bands auftraten. Diese Bands verteilten sich auf zwei Tage. Aufgetreten sind Metallica und Linkin Park, also die Bands, die auch auf dem eigentlichen Festival Headliner waren, Slipknot, Korn, HIM, Lostprophets (einzige Band, die nicht auch am 5./6. auftrat), Iggy and the Stooges, The Distillers und Machine Head. Metallica spielten vor rund 25.000 Menschen, trotz des großen Andrangs wurde das Festival kein finanzieller Erfolg und es wurde deshalb auch nicht fortgesetzt.
| Mittwoch, 2. Juni           | Donnerstag, 3. Juni                                                       |
| --------------------------- | ------------------------------------------------------------------------- |
| Metallica Slipknot Korn HIM | Linkin Park Lostprophets Iggy and The Stooges The Distillers Machine Head |

## Download-Festival 2005

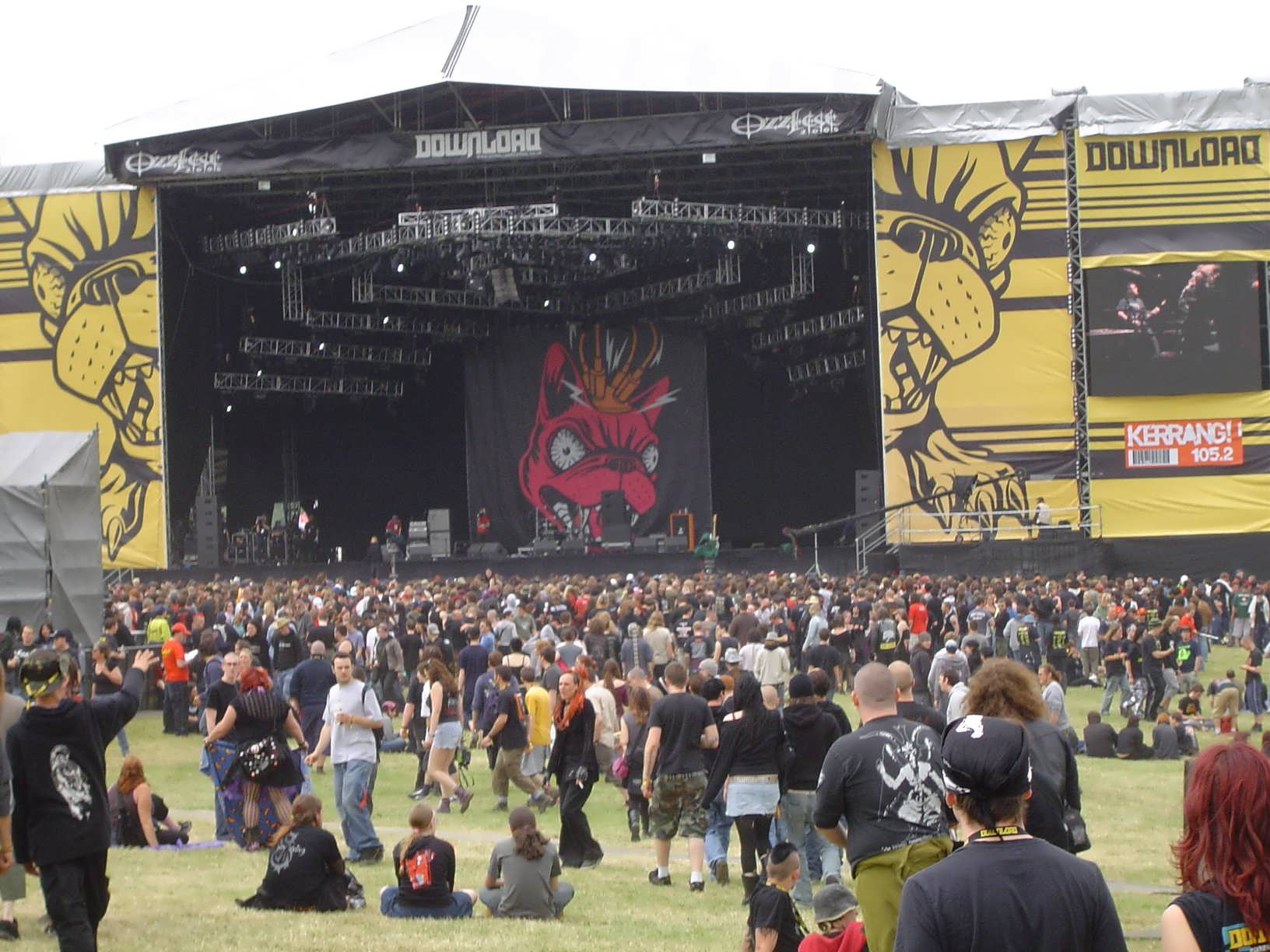
Hauptbühne 2005

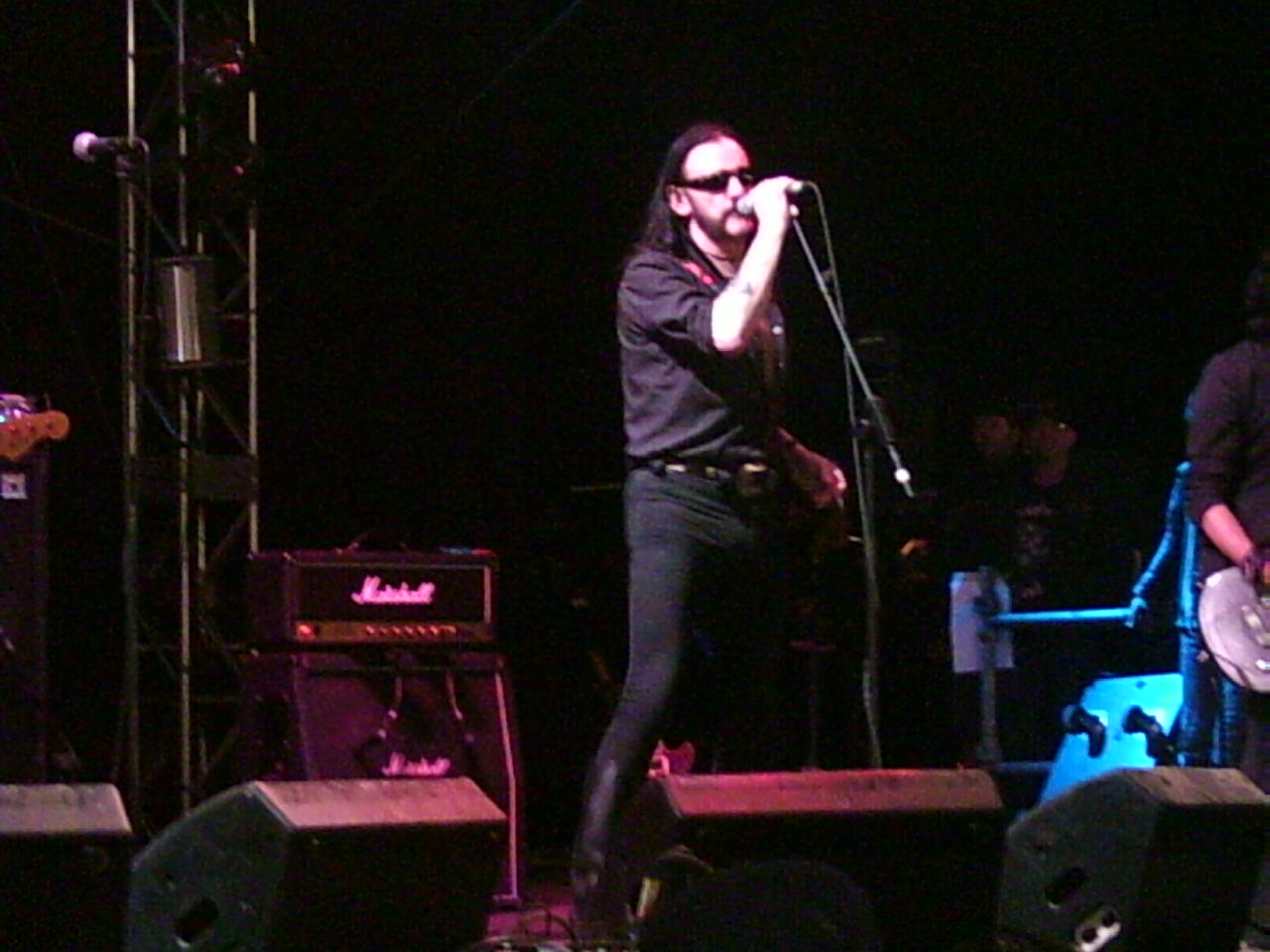
Lemmy Kilmister, 2005

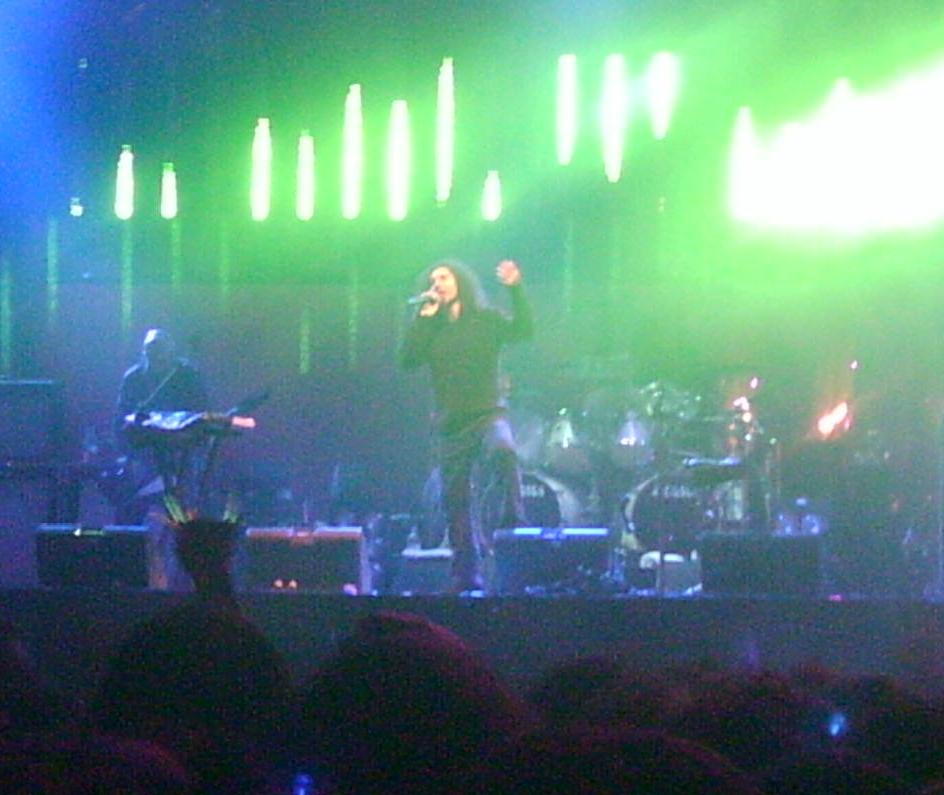
System of a Down, 2005

Vom 10. bis zum 12. Juni 2005, diesmal also erstmals dreitägig, fand das dritte Download-Festival statt. Die Nebenbühnen hatten diesmal die Namen „Snickers Stage“ und „Napster Stage“. Am 11. wurde der musikalische Tag auf der Hauptbühne offiziell als Ozzfest bezeichnet. Einen besonderen Auftritt stellte Billy Idol dar, der nach sehr langer Zeit wieder in Großbritannien spielte. Dabei spielte er unter anderem auch eine Coverversion des Van-Halen-Hits „Jump“.
Feeder-Frontman Grant Nicholas war von den begeisterten Massen so berührt, dass er seine grüne Fender-Jazzmaster-Gitarre auf der Bühne zerstörte. Teile davon gelangten in das Publikum. Auch Lemmy Kilmister trat zusammen mit den DKT/MC5 und Gilby Clarke auf, um das Lied „Back in the U.S.A.“ zu spielen, einen Song des einflussreichen Rock-’n’-Roll-Musikers Chuck Berry.
| Freitag, 10. Juni                                                                                       | Freitag, 10. Juni                                                                                       | Freitag, 10. Juni | Freitag, 10. Juni           |
| Main Stage                                                                                              | Snickers Stage                                                                                          | Napster Stage | Snickers Bowl Stage         |
| --- | --- | --- | --------------------------- |
| Feeder Garbage Dinosaur Jr. Megadeth Biffy Clyro The Others JJ72 Idiot Pilot Wednesday 13 Queen Adreena | Billy Idol The Used My Chemical Romance InMe The Bled Apocalyptica Underøath Lordi Fozzy Flogging Molly | Napalm Death Raging Speedhorn Paradise Lost A Change of Pace Hurricane Party Tokyo Dragons Colour of Fire Slunt Just a Word Crashdïet Planet of Women | TAT Ellis The Mascara Story |

| Samstag, 11. Juni                                                                                                 | Samstag, 11. Juni | Samstag, 11. Juni | Samstag, 11. Juni             |
| Main Stage | Snickers Stage | Napster Stage | Snickers Bowl Stage           |
| --- | --- | --- | ----------------------------- |
| Black Sabbath Velvet Revolver HIM Anthrax Alter Bridge Bowling for Soup A The Mad Capsule Markets Dwarves Trivium | In Flames Chimaira Lamb of God Bullet for My Valentine Meshuggah Unearth Every Time I Die Open Hand American Head Charge The Hurt Process Hondo Maclean Three Children of Fortune | Helmet The Lucky Nine Breed 77 The Explosion Towers of London Johnny Truant The Ga Ga’s The Answer Panic Cell Crucified Barbara Diamond Nights Quit Your Dayjob City on Fire S.A. Sanctuary | Reuben Days of Worth Fastlane |

| Sonntag, 12. Juni                                                                              | Sonntag, 12. Juni | Sonntag, 12. Juni | Sonntag, 12. Juni                              |
| Main Stage                                                                                     | Snickers Stage | Napster Stage | Snickers Bowl Stage                            |
| ---------------------------------------------------------------------------------------------- | --- | --- | ---------------------------------------------- |
| System of a Down Slipknot Slayer Nightwish Killswitch Engage Papa Roach Mudvayne Society 1 DV8 | Motörhead DKT/MC5 Funeral for a Friend Lacuna Coil Mastodon Shadows Fall Helmet (Band) Caliban As I Lay Dying Gizmachi Send More Paramedics The Mascara Story | Therapy? Team Sleep Eighties Matchbox B-Line Disaster The Dresden Dolls The Glitterati The Saints Engerica 3 Inches of Blood Still Remains No Hope in New Jersey Acidtone Henry Rollins (Spoken-Word-Auftritt) | Electric Eel Shock The Suffrajets Johnny Panic |

## Download-Festival 2006

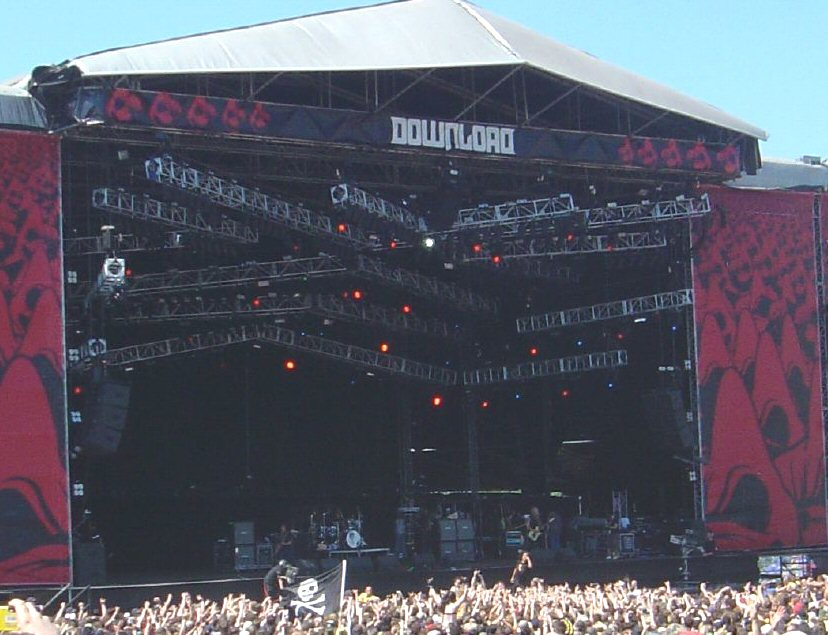
Alice in Chains auf der Hauptbühne 2006

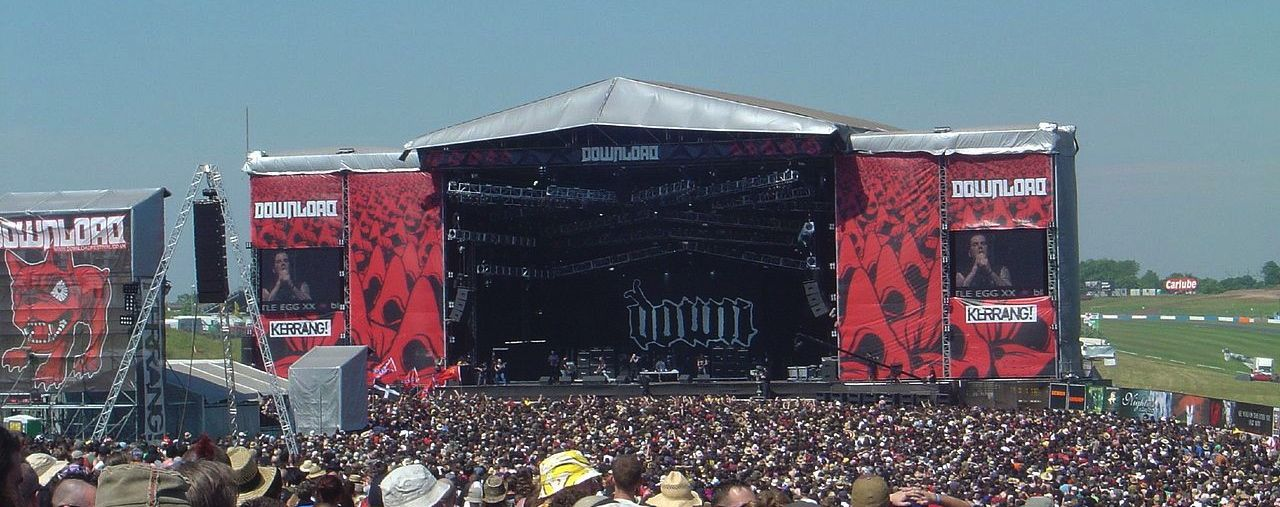
Down auf Hauptbühne

Auch 2006 war das Download-Festival wieder dreitägig, diesmal fand es zwischen dem 9. und dem 11. Juni statt. Nach Angaben des Veranstalters kamen über 75.000 Besucher. Headliner waren dieses Mal Tool, Guns n’ Roses und wieder Metallica. Es gab einen fast identischen Zwischenfall wie schon 2004, wieder musste sich ein Musiker kurz vor Beginn der Show ins Krankenhaus begeben, diesmal war es der Korn-Sänger Jonathan Davis. Er war auf Grund von Bedenken wegen ein paar Prellungen ins Krankenhaus gegangen. Dort fand man dann heraus, dass er eine seltene Blutkrankheit hat und deshalb nicht auftreten konnte. Als Ersatz traten Korn mit den Sängern Corey Taylor (Slipknot), Dez Fafara (DevilDriver), Jesse Hasek (10 Years), Benji Webbe (Skindred), M. Shadows (Avenged Sevenfold) und Matt Heafy (Trivium) auf. Metallica spielten diesmal speziell zum 20-jährigen Veröffentlichungstermin von Master of Puppets das ganze Album und Guns N’ Roses spielten Lieder aus dem zu der Zeit noch unveröffentlichten Album Chinese Democracy. Nebenbühnennamen waren diesmal „Gibson/Myspace Stage“, „Snickers Bowl Stage“, auf der nur relativ unbekannte Bands auftraten, und wieder die „Snickers Stage“.
Probleme gab es außerdem beim Auftritt von Guns N’ Roses, bei dem Flaschen auf die Bühne geworfen wurden, auf deren Inhalt Sänger Axl Rose dann ausrutschte. Als Bassist Tommy Stinson mit einer anscheinend uringefüllten Flasche getroffen wurde, legte dieser sein Instrument ab und verließ die Bühne. Nach dem Lied kam er zwar zurück und spielte weiter, warnte aber das Publikum, dass bei weiteren Problemen der Auftritt beendet würde. Der Rest der Show lief jedoch glimpflich ab.
In der letzten Nacht des Festivals gab es noch einmal einen unliebsamen Zwischenfall, als durch mehrere Festival-Besucher ein Feuer auf dem Gelände entfacht wurde. Die Polizei nahm zwölf Personen fest, die Feuerwehr musste den Brand löschen. Als zusätzliches Ärgernis erwiesen sich mehrere Personen, die die Barrikaden, welche ursprünglich zum Abtrennen zwischen dem Campinggelände und dem Weg benutzt wurden, genommen hatten und damit den Weg der Löschfahrzeuge zum Feuer blockierten. Die Polizei reagierte mit Gewalt und schlug einen Weg für die Feuerwehr frei, auch viele Unbeteiligte wurden in diese Aktion verwickelt.
| Freitag, 9. Juni                                                                          | Freitag, 9. Juni                                                                                                | Freitag, 9. Juni | Freitag, 9. Juni                     |
| Main Stage                                                                                | Snickers Stage                                                                                                  | Gibson/Myspace Stage | Snickers Bowl Stage                  |
| ----------------------------------------------------------------------------------------- | --- | --- | ------------------------------------ |
| Tool Deftones Coheed and Cambria Soulfly Strapping Young Lad SOiL Wicked Wisdom Amplifier | The All-American Rejects Atreyu InMe Clutch Fishbone Dredg Bleeding Through Gojira Throwdown Suns of the Tundra | Ginger & The Sonic Circus Backyard Babies Cathedral Engerica Bullets and Octane My Awesome Compilation Animal Alpha theAUDITION Art of Dying Enter Shikari Kitty Hudson | Gay for Johnny Depp Keiko SinTuition |

| Samstag, 10. Juni                                                                                         | Samstag, 10. Juni | Samstag, 10. Juni | Samstag, 10. Juni                             |
| Main Stage                                                                                                | Snickers Stage | Gibson/Myspace Stage | Snickers Bowl Stage                           |
| --- | --- | --- | --------------------------------------------- |
| Metallica Korn Trivium Avenged Sevenfold Stone Sour Alice in Chains Arch Enemy Bloodsimple Satyricon Down | Alter Bridge Opeth Within Temptation Secret Machines Billy Talent Henry Rollins DevilDriver SikTh Johnny Truant Khoma | Killing Joke Reuben Mondo Generator Louie This Is Menace 10 Years Flyleaf Manic It Dies Today Living Things Exit Ten Colon Open Bracket Stonegard My Alamo | Get Cape. Wear Cape. Fly getAmped The Hedrons |

| Sonntag, 11. Juni | Sonntag, 11. Juni | Sonntag, 11. Juni | Sonntag, 11. Juni                 |
| Main Stage | Snickers Stage | Gibson/Myspace Stage | Snickers Bowl Stage               |
| --- | --- | --- | --------------------------------- |
| Guns n’ Roses Funeral for a Friend Bullet for My Valentine Cradle of Filth Lacuna Coil In Flames 36 Crazyfists DragonForce Hatebreed Breed 77 | The Prodigy Alexisonfire Eighteen Visions Hundred Reasons Aiden Fightstar From First to Last DevilDriver Zebrahead God Forbid | Sick of It All Lordi Skindred Moneen Darkest Hour Blindside Mendeed Bring Me the Horizon Zico Chain Voodoo Six Lauren Harris Winterville Streetlight Youth I-Def-I | Viking Skull Betty Curse Evergrey |

### Irland
2006 gab es ein weiteres Festival, das Download-Festival Irland, welches am 9. und am 11. Juni, also parallel zum anderen Festival veranstaltet wurde. Veranstaltungsort waren die RDS Showgrounds, insgesamt wurden rund 70.000 Besucher verzeichnet. Die Headliner waren die gleichen, wie auf dem Hauptfestival, außer Tool, die nur auf dem eigentlichen Festival einen Auftritt hatten. Es gab zwei Bühnen, auf denen in den zwei Tagen allerdings nur 15 Bands auftraten. Das lag daran, dass man durch die Nähe zu Anwohnern nur eine begrenzte Spielzeit von 15 bis 22 Uhr zur Verfügung hatte. Bekannte Bands mit Auftritten auf der Hauptbühne neben den Headlinern waren Funeral for a Friend, Bullet for My Valentine, Avenged Sevenfold und Alice in Chains. Diese Bands traten alle auch in Donington auf. Hauptattraktionen auf der Nebenbühne waren Therapy? und Stone Sour. Eigentlich sollten Alice in Chains nur auf der Nebenbühne spielen, durch den Ausfall des Korn-Sängers in Donington fiel deren Auftritt in Irland allerdings flach und so sprangen Alice in Chains auf der Hauptbühne für Korn ein.

## Download-Festival 2007
Das Download-Festival 2007 fand vom 8. bis zum 10. Juni statt. Neu beim Festival war die Ausstrahlung der Auftritte etlicher Bands im Internet. Headliner waren Linkin Park und Iron Maiden, die dies beide 2003 bzw. 2004 schon einmal waren. Zusätzlich wurde die Band My Chemical Romance als Headliner verpflichtet, was bei etlichen Besuchern für Unmut sorgte.
Die Nebenbühnen wurden diesmal „Tuborg Stage“ und „Dimebag Darrell Stage“ benannt. Die Dimebag Darrell Stage wurde nach dem 2004 bei einem Konzert getöteten Dimebag Darrell benannt, der beim Download-Festival 2004 mit seiner Band Damageplan spielte. Korn-Sänger Jonathan Davis sorgte für eine Wiederkehr Korns und freute sich drauf, endlich selbst auf der Bühne stehen zu können, nachdem er 2006 nicht teilnehmen konnte. Die schon bei der Ankündigung als unpassend empfundenen My Chemical Romance wurden während ihres Auftritts massiv beleidigt, erhielten Buh-Rufe und wurden mit Flaschen beworfen. Sie blieben zwar trotz dieser Ausschreitungen weiter auf der Bühne, gingen aber 20 Minuten vor ihrem eigentlichen Set-Ende von der Bühne. Der Grund für das frühzeitige Beenden liegt wahrscheinlich bei den Organisatoren, die sie baten, früher Schluss zu machen, um noch mehr Krawalle mit den Korn- und Suicidal-Tendencies-Fans zu vermeiden, die bald von der Nebenbühne gekommen wären. Die Band löste durch ihren Auftritt bei einigen Besuchern so viel Unmut aus, dass diese Gegenstände auf die Hauptbühnen-Bildschirme warfen, als das My-Chemical-Romance-Video zu „I Don't Love You“ gespielt wurde.
Das Download-Festival 2007 war der erste Festival-Auftritt in England für Dimmu Borgir. Zudem gab es diesmal wieder Probleme mit dem Ausfall eines Tourbuses, diesmal musste die Gruppe Hardcore Superstar ihren Auftrittstermin nach hinten verschieben.
| Freitag, 8. Juni                                                                                 | Freitag, 8. Juni                                                                               | Freitag, 8. Juni |
| Main Stage                                                                                       | Dimebag Darrell Stage                                                                          | Tuborg Stage |
| ------------------------------------------------------------------------------------------------ | ---------------------------------------------------------------------------------------------- | --- |
| My Chemical Romance Velvet Revolver Wolfmother DragonForce Megadeth Hinder Buckcherry Zico Chain | Korn Enter Shikari Paramore Porcupine Tree Saosin From Autumn to Ashes Turbonegro Ill Niño ANJ | Suicidal Tendencies Hayseed Dixie Yourcodenameis:Milo Job for a Cowboy The Hedrons Sanctity I Was a Cub Scout The Scare Neurosonic This Et Al Cynic Fortune Drive Drive-by Argument |

| Samstag, 9. Juni | Samstag, 9. Juni | Samstag, 9. Juni |
| Main Stage | Dimebag Darrell Stage | Tuborg Stage |
| --- | --- | --- |
| Linkin Park Marilyn Manson Slayer Machine Head Bowling for Soup 30 Seconds to Mars Aiden Shadows Fall Hellyeah Turisas | Mötley Crüe Satellite Party Biffy Clyro My Vitriol My Dying Bride Gallows Anathema As I Lay Dying Bring Me the Horizon Bloodsimple Elliot Minor Cat the Dog S.A. Sanctuary | Head Automatica Necro The Answer Silverstein Lez Zeppelin Architects Priestess Panic Cell Beyond All Reason My Alamo Damone Army of Freshmen Malpractice |

| Sonntag, 10. Juni                                                                                              | Sonntag, 10. Juni | Sonntag, 10. Juni |
| Main Stage | Dimebag Darrell Stage | Tuborg Stage |
| --- | --- | --- |
| Iron Maiden Evanescence Killswitch Engage Stone Sour Lamb of God Mastodon Papa Roach Chimaira Reuben Parikrama | Billy Talent Dream Theater Dimmu Borgir Within Temptation Napalm Death Paradise Lost Orange Goblin DevilDriver Unearth Cancer Bats After Forever Eyelash | Reel Big Fish Fastway Cult of Luna Lauren Harris Fair to Midland Kids in Glass Houses Between the Trees Flood of Red Lights. Action! Still Remains In This Moment The Ghost of a Thousand LostAlone |

## Download-Festival 2008
2008 fand das Festival vom 13. bis zum 15. Juni statt. Damit liegt es ein paar Tage hinter den sonst gängigen Tagen, was die Veranstalter mit der Anpassung an die anderen europäischen Festivals begründeten. Als Headliner waren Kiss, The Offspring, Lostprophets und Judas Priest mit dabei. In diesem Jahr gab es zwei Vorfestivals. Zudem änderten die Veranstalter das Festivalgelände, das nun weiter westlich von der Rennstrecke entfernt lag. Vor dem Festival gab es einige Absagen, darunter auch die hochkarätigen Headliner Chris Cornell und Kid Rock, außerdem Twin Method und Finger Eleven.
| Freitag, 13. Juni                                                   | Freitag, 13. Juni | Freitag, 13. Juni |
| Main Stage                                                          | Tuborg Stage | Gibson Stage |
| ------------------------------------------------------------------- | --- | --- |
| Kiss Judas Priest Motörhead Disturbed Seether Beat Union Black Tide | Simple Plan Rise Against Rival Schools The Subways The Fall of Troy Comeback Kid The Black Dahlia Murder Stone Gods Zebrahead | The Dillinger Escape Plan Kill Hannah Slaves to Gravity High on Fire In Case of Fire Blackhole Hostile Firewind Caimbo Rolo Tomassi Lovvers |

| Samstag, 14. Juni | Samstag, 14. Juni | Samstag, 14. Juni |
| Main Stage | Tuborg Stage | Gibson Stage |
| --- | --- | --- |
| The Offspring Incubus Bullet for My Valentine Biffy Clyro Alter Bridge Madina Lake 36 Crazyfists Job for a Cowboy Skindred Sign | HIM Ash Pendulum Ace Frehley Amon Amarth Bleeding Through Throwdown A Day to Remember The Devil Wears Prada Alesana Annotations of an Autopsy Malefice | Testament Saxon Johnny Truant Fighting With Wire Brigade Army of Freshmen The Haze Big Linda The Last Supper Trigger the Bloodshed Mexicolas Go:Audio Rise to Remain Verra Cruz |

| Sonntag, 15. Juni | Sonntag, 15. Juni | Sonntag, 15. Juni |
| Main Stage | Tuborg Stage | Gibson Stage |
| --- | --- | --- |
| Lostprophets Jimmy Eat World Coheed and Cambria In Flames Within Temptation Apocalyptica Black Stone Cherry Fightstar From First to Last Glamour of the Kill | Cavalera Conspiracy Children of Bodom The Wildhearts Elliot Minor Kids in Glass Houses Chiodos Airbourne Rose Tattoo Lethal Bizzle Municipal Waste Animal Alpha Cry for Silence | Jonathan Davis and the SFA Valient Thorr Haunts August Burns Red Voodoo Six Between the Buried and Me Ted Maul Canterbury Exit Ten The Galvatrons Sons of Albion Devil Sold His Soul Invasion |

## Download-Festival 2009
Das Festival 2009 fand vom 12. bis 14. Juni statt. An den drei Tagen besuchten 120.000 Menschen das Festival. Erneut wurde der Ort gewechselt, diesmal wurde die Veranstaltung in den Süden der Rennstrecke verlegt. Mit insgesamt vier Bühnen vergrößerte das Festival wieder sein Line-up. Als Headliner traten Faith No More, Slipknot und Def Leppard auf. Der Auftritt von Slipknot erschien später auf ihrer DVD (sic)nesses, die dem Andenken an ihren verstorbenen Bassisten Paul Gray gewidmet ist.
| Freitag, 14. Juni                                                                                  | Freitag, 14. Juni | Freitag, 14. Juni | Freitag, 14. Juni |
| Main Stage                                                                                         | Second Stage | Tuborg Stage | Red Bull Bedroom Jam Stage |
| -------------------------------------------------------------------------------------------------- | --- | --- | --- |
| Faith No More Korn Limp Bizkit Killswitch Engage Billy Talent Staind The Blackout Hollywood Undead | Mötley Crüe Opeth Lacuna Coil Bring Me the Horizon Dir En Grey Parkway Drive A Day to Remember In This Moment Steadlür | Meshuggah Duff McKagan’s Loaded Backyard Babies Voivod Enter Shikari Middle Class Rut Lauren Harris Sylosis Bleed from Within Hunting the Minotaur Sleepercurve | Blackhole New Device DissolvedIn Linchpin Don Broco The Outcry Collective White Man Kamikaze Young Guns Tripswitch The Instigators |

| Samstag, 15. Juni                                                                                            | Samstag, 15. Juni | Samstag, 15. Juni | Samstag, 15. Juni |
| Main Stage                                                                                                   | Second Stage | Tuborg Stage | Red Bull Bedroom Jam Stage |
| --- | --- | --- | --- |
| Slipknot Marilyn Manson Pendulum DragonForce Down Hatebreed DevilDriver Five Finger Death Punch Ripper Owens | The Prodigy Chris Cornell You Me at Six The Answer Static-X Fightstar In Case of Fire Hardcore Superstar Symphony Cult The Crave | Anvil Architects Thunder Lawnmower Deth Man Raze General Fiasco Billy Boy on Poison Loverman S.A. Sanctuary Facecage Black Spiders No Americana Acid Drop | The Blackout This City People in Planes My Passion The Auteur None the Less 13 Riots Forever Never Serpico The Computers Japanese Voyeurs Auger Bane |

| Sonntag, 16. Juni                                                                            | Sonntag, 16. Juni | Sonntag, 16. Juni | Sonntag, 16. Juni |
| Main Stage                                                                                   | Second Stage | Tuborg Stage | Red Bull Bedroom Jam Stage |
| -------------------------------------------------------------------------------------------- | --- | --- | --- |
| Def Leppard Whitesnake ZZ Top Dream Theater Journey Black Stone Cherry Skin Tesla Stone Gods | Trivium Papa Roach Buckcherry Clutch Shinedown Volbeat Karma to Burn Sevendust God Forbid Suicide Silence Trigger the Bloodshed Sacred Mother Tongue | Go:Audio Therapy? The 69 Eyes Sabbat Steel Panther Dear Superstar Hexes Hostile Esoterica Pulled Apart by Horses Turbowolf Violent Soho Brides | We Are the Ocean Flood of Red Exit Avenue First Strike Twin Atlantic Attack! Attack! Logan Fei Comodo Jettblack Million $ Reload Raucous Jays Fall from Grace |

## Download-Festival 2010
Das Download-Festival 2010 fand vom 11. bis zum 13. Juni 2010 statt. Headliner waren AC/DC, Rage Against the Machine und Aerosmith. AC/DC brachten ihre eigene Bühne mit und konnten damit ihre Stadium-Show nach Donington bringen. Für die Rennstrecke Donington Park war es das 30. Jubiläum, was Rockfestivals angeht. 1980 fand das erste Monsters of Rock dort statt. Eine der damalig auftretenden Bands, die britische Heavy-Metal-Band Saxon spielte auch 2010 und zwar ihr damals aktuelles Album Wheels of Steel, ebenfalls zum 30. Jubiläum in Gänze. Die „Main Stage“ wurde daher umbenannt. Sie erhielt den Namen „Maurice Jones Stage“. Maurice Jones war der Veranstalter des Monsters of Rock und verstarb 2009. Die „Second Stage“ wurde ebenfalls umbenannt, nachdem Ronnie James Dio am 16. Mai 2010 verstorben war.
In diesem Jahr kam noch eine fünfte Bühne hinzu, die von Jägermeister gesponsert wurde.
| Freitag, 11. Juni | Freitag, 11. Juni                                             | Freitag, 11. Juni                                                                           | Freitag, 11. Juni                                                                   | Freitag, 11. Juni | Freitag, 11. Juni                            |
| AC/DC Stage       | Maurice Jones Main Stage                                      | Ronnie James Dio Stage                                                                      | Pepsi Max Stage                                                                     | Red Bull Bedroom Jam Stage                                                                                           | Jägermeister Acoustic Stage                  |
| ----------------- | ------------------------------------------------------------- | ------------------------------------------------------------------------------------------- | ----------------------------------------------------------------------------------- | --- | -------------------------------------------- |
| AC/DC             | Them Crooked Vultures Killswitch Engage 36 Crazyfists Unearth | Bullet for My Valentine Coheed and Cambria A Day to Remember Anathema Trigger the Bloodshed | Job for a Cowboy As I Lay Dying Tyketto Lawnmower Deth Sweethead Year Long Disaster | Devil Sold His Soul Funeral Party Heights Never Means Maybe Taylor Hawkins and the Coattail Riders Imicus The Humour | Skin Jettblack Sondura Starseed Danny Vaughn |

| Samstag, 12. Juni                                                                                                  | Samstag, 12. Juni | Samstag, 12. Juni | Samstag, 12. Juni | Samstag, 12. Juni                                                                       |
| Maurice Jones Main Stage                                                                                           | Ronnie James Dio Stage | Pepsi Max Stage | Red Bull Bedroom Jam Stage | Jägermeister Acoustic Stage                                                             |
| --- | --- | --- | --- | --------------------------------------------------------------------------------------- |
| Rage Against the Machine Deftones Megadeth Lamb of God Five Finger Death Punch Flyleaf Atreyu Hellyeah Taking Dawn | 30 Seconds to Mars HIM The Blackout Volbeat We Are the Fallen Cancer Bats My Passion Rolo Tomassi Sonic Syndicate Rise to Remain | Michael Monroe Skin Y&T Senser Enuff Z’Nuff Halestorm Rock Sugar Genitorturers Reckless Love Holy Grail Killing for Company Godsized | Breed 77 Glamour of the Kill Kadawatha This Is Divine Stand Up Guy No Mean City The Dead Lay Waiting The Plight Urban Voodoo Machine Revoker | Reckless Love Panic Cell The Humour The More I See Dommin Everything Burns The Blackout |

| Sonntag, 13. Juni                                                                   | Sonntag, 13. Juni | Sonntag, 13. Juni | Sonntag, 13. Juni | Sonntag, 13. Juni |
| Maurice Jones Main Stage                                                            | Ronnie James Dio Stage | Pepsi Max Stage | Red Bull Bedroom Jam Stage | Jägermeister Acoustic Stage                                                                                                 |
| ----------------------------------------------------------------------------------- | --- | --- | --- | --- |
| Aerosmith Stone Temple Pilots Motörhead Billy Idol Slash Cinderella Saxon FM Dommin | Stone Sour Airbourne Steel Panther Porcupine Tree The Dillinger Escape Plan The Damned Things Napalm Death Switchfoot August Burns Red Nonpoint 3 Inches of Blood White Wizzard | Suicidal Tendencies Zebrahead Young Guns Die Apokalyptischen Reiter Whitechapel The Jim Jones Revue Esoterica Your Demise Crime in Stereo TAB the Band The Morning After S.A. Sanctuary No Americana Ben Poole | Panic Cell Max Raptor T-34 Starseed Hearts Under Fire You and What Army Sacred Betrayal Enemo-J The Virginmarys Straight Lines Tiger Please | Ginger Wildheart Nonpoint Enuff Z’nuff DJ Clash (Scott Rowley und Alexander Milas) The Dirty Feel Ricky Warwick Taking Dawn |

## Download-Festival 2011

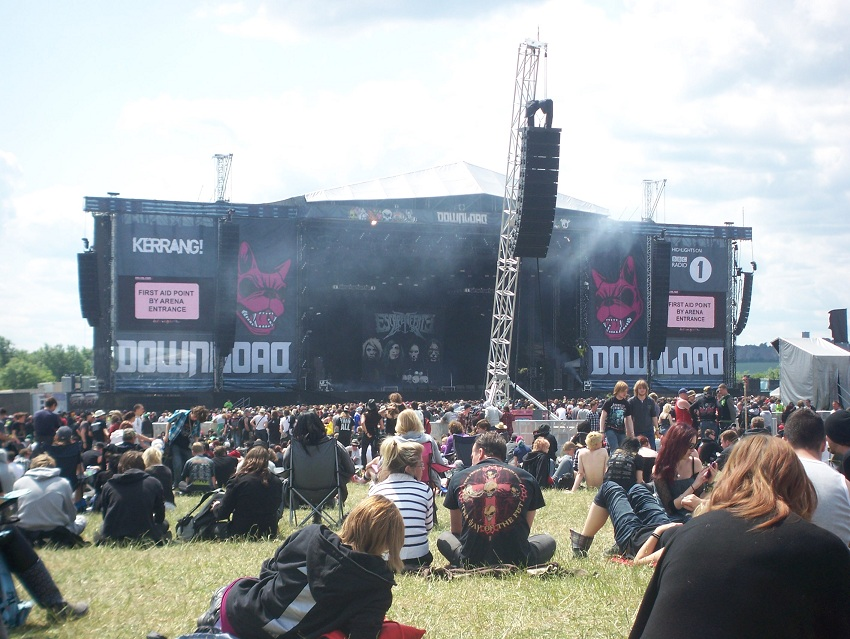
Hauptbühne 2011

Das Download-Festival 2011 fand vom 10. bis 12. Juni 2011 statt. Headliner waren Linkin Park, System of a Down und Def Leppard. Kurz vor Linkin Park am Samstag zeigte die Kamera einen Security-Mann mit der Nummer 0836. Das Publikum begann dem Mann zu applaudieren und der Mann reagierte darauf. Gegen Ende zeigte er die berühmte Mano-cornuta-Geste. Steward 836, wie er von den Fans getauft wurde, wurde dadurch zum YouTube- und Facebook-Star.
| Freitag, 20. Juni                                                                                            | Freitag, 20. Juni | Freitag, 20. Juni | Freitag, 20. Juni                                                                                             | Freitag, 20. Juni                                                                           |
| Main Stage                                                                                                   | Second Stage | Pepsi Max Stage | Red Bull Bedroom Jam Stage                                                                                    | Jägermeister Acoustic Stage                                                                 |
| --- | --- | --- | --- | ------------------------------------------------------------------------------------------- |
| Def Leppard The Darkness Alter Bridge Thin Lizzy Black Stone Cherry Duff McKagan’s Loaded Puddle of Mudd CKY | Pendulum Korn Bring Me the Horizon Children of Bodom The Damned Things Anti-Flag Young Guns Destroy Rebuild Until God Shows Evaline | Danzig Times of Grace FM Hyro Da Hero Asking Alexandria Lower Than Atlantis Japanese Voyeurs Royal Republic Betraeus Sweet Savage | Modestep Envy of the State OAF The Hype Theory Don Broco Page 44 Hill Valley High Makethisrelate Kellermensch | Skindred The Last Republic The Dirty Youth Million $ Reload Obsessive Compulsive The Verses |

| Samstag, 11. Juni | Samstag, 11. Juni | Samstag, 11. Juni | Samstag, 11. Juni | Samstag, 11. Juni                                                                                       |
| Main Stage | Second Stage | Pepsi Max Stage | Red Bull Bedroom Jam Stage | Jägermeister Acoustic Stage                                                                             |
| --- | --- | --- | --- | --- |
| System of a Down Avenged Sevenfold Skunk Anansie Down Hollywood Undead Skindred Escape the Fate All That Remains The Devil Wears Prada | Alice Cooper Twisted Sister Cheap Trick Mr. Big Dio Disciples Clutch Dan Reed Rock Sugar The BossHoss Rise to Remain Chthonic Sacred Mother Tongue | Funeral for a Friend The King Blues Sevendust Evile Trash Talk Your Demise letlive. VersaEmerge Ghost Straight Line Stitch TRC Houston The Rods | Dangerous! Kill 21 The Dangerous Summer Dear Superstar Heights Blitz Kids Welcome Wednesday The Ocean Between Us The Morning After Dripback Fighting Wolves | Bowling for Soup Dan Reed Sons of Icarus Royal Republic Maiden uniteD Never Means Maybe Skin Intraverse |

| Sonntag, 12. Juni | Sonntag, 12. Juni                                                                                             | Sonntag, 12. Juni | Sonntag, 12. Juni | Sonntag, 12. Juni |
| Main Stage | Second Stage                                                                                                  | Pepsi Max Stage | Red Bull Bedroom Jam Stage | Jägermeister Acoustic Stage |
| --- | --- | --- | --- | --- |
| Linkin Park Bullet for My Valentine Disturbed The Gaslight Anthem The Pretty Reckless Bowling for Soup Madina Lake Biohazard Suicide Silence | Rob Zombie The Cult Black Veil Brides Buckcherry Turisas Gwar Kvelertak Hyro Da Hero Malefice Yashin Collapse | Frank Turner Plain White T’s Silverstein Framing Hanley Deaf Havana T-34 Starseed My Darkest Days Sworn Amongst Hell Trucker Diablo Knock Out Kaine Jameson Raid | H.E.A.T Baptized in Blood The Dead Lay Waiting Illuminatus ACODA You and What Army Floods Autumn In Disguise October File Belligerence Skeletal Damage | Dave McPherson Red, White and Blues Hyro Da Hero The Morning After Slaves to Gravity Heaven’s Basement Voodoo Johnson Raven Vandelle |

## Download-Festival 2012
Das Download-Festival 2012 fand vom 8. bis zum 10. Juni statt. Headliner waren Metallica, die ihr gleichnamiges Album in Gänze spielten, The Prodigy und Black Sabbath. Die Main Stage wurde auf Grund des Todes von Jim Marshall in „The Jim Marshall Main Stage“ umbenannt. Das 2012er Festival hatte etwas unter dem regnerischen Wetter zu leiden, so dass einige Bands umgelegt wurden oder ganz entfielen. Auch verschiedene Angebote auf dem Festivalgelände konnten nicht umgesetzt werden.
| Freitag, 8. Juni                                                       | Freitag, 8. Juni | Freitag, 8. Juni | Freitag, 8. Juni | Freitag, 8. Juni                                                            |
| The Jim Marshall Main Stage                                            | Zippo Encore Stage | Pepsi Max Stage | Redbull Bedroom Jam Stage | Jägermeister Acoustic Stage                                                 |
| ---------------------------------------------------------------------- | --- | --- | --- | --------------------------------------------------------------------------- |
| The Prodigy Chase & Status Machine Head Billy Talent NOFX Fear Factory | Slash featuring Myles Kennedy & The Conspirators Nightwish Opeth Little Angels Terrorvision The Quireboys Red, White and Blues | The Devin Townsend Project AxeWound SOiL While She Sleeps The Defiled Lawnmower Deth Hounds Absolute Power Silent Descent Impaled Existence | Cancer Bats Gallows The Safety Fire Voodoo Six Marmozets Upon a Burning Body Dive Bella Dive Reachback Dead Harts The Jellycats Broken | Yashin Skindred Breed 77 Million Dollar Reload Neonfly With One Last Breath |

| Samstag, 9. Juni                                                                               | Samstag, 9. Juni | Samstag, 9. Juni | Samstag, 9. Juni | Samstag, 9. Juni                                                                              |
| The Jim Marshall Main Stage                                                                    | Zippo Encore Stage | Pepsi Max Stage | Redbull Bedroom Jam Stage | Jägermeister Acoustic Stage                                                                   |
| ---------------------------------------------------------------------------------------------- | --- | --- | --- | --------------------------------------------------------------------------------------------- |
| Metallica Biffy Clyro Tenacious D Steel Panther Trivium Black Veil Brides Saxon As I Lay Dying | You Me at Six Killswitch Engage Skindred Kids in Glass Houses Theory of a Deadman Four Year Strong Lower Than Atlantis Turbonegro Ginger Wildheart Halestorm Fozzy Page 44 | The Mission The Union Corey Taylor Sylosis My Passion The Treatment Anti-Nowhere League Gun The Yo-Yos Turbowolf Don Broco Avosetta No Americana | Cockney Rejects Fearless Vampire Killers LostAlone Mallory Knox Butcher Babies ACODA Never Means Maybe I Divide Golden Tanks 4Arm Freebase Royal Cartel | Tyla The Quireboys Toby Jepson Heaven’s Basement Red, White & Blues SOiL Gun Six Hour Sundown |

| Sonntag, 10. Juni                                                                                                   | Sonntag, 10. Juni | Sonntag, 10. Juni | Sonntag, 10. Juni | Sonntag, 10. Juni                                                                                   |
| The Jim Marshall Main Stage                                                                                         | Zippo Encore Stage | Pepsi Max Stage | Redbull Bedroom Jam Stage | Jägermeister Acoustic Stage                                                                         |
| --- | --- | --- | --- | --------------------------------------------------------------------------------------------------- |
| Black Sabbath Soundgarden Megadeth Lamb of God Black Label Society Anthrax Kyuss Lives! DevilDriver Stellar Revival | Rise Against Dropkick Murphys Refused Shinedown Ugly Kid Joe Sebastian Bach Rival Sons August Burns Red We Are the Ocean Black Spiders Kobra and the Lotus | Periphery Ghost Firewind Emmure La Dispute The JCQ Shadows Fall Edguy Reckless Love Heaven’s Basement Feed the Rhino Skarlett Riot | William Control Hawk Eyes The Dirty Youth The Minutes With One Last Breath Kopek You and What Army Strangle Kojak Adelaide Mechanical Smile PitchBlack Kamchatka | Saint Jude Fearless Vampire Killers Furyon Mordecai Daken Voodoo Johnson Sanguine White Powder Gold |

## Download-Festival 2013
Das Download-Festival 2013 fand vom 14. bis zum 16. Juni statt. Headliner war mit Rammstein am Sonntag erstmals eine deutsche Band. Die weiteren Headliner waren Slipknot und Iron Maiden. Es war das 10-jährige Jubiläum des Festivals. Das Festival verzeichnete 90.000 Besucher.
| Freitag, 14. Juni                                                                                 | Freitag, 14. Juni                                                                                              | Freitag, 14. Juni | Freitag, 14. Juni | Freitag, 14. Juni                                                            |
| Main Stage                                                                                        | Zippo Encore Stage                                                                                             | Pepsi Max Stage | Red Bull Studios Stage | Jägermeister Acoustic Stage                                                  |
| ------------------------------------------------------------------------------------------------- | --- | --- | --- | ---------------------------------------------------------------------------- |
| Slipknot Bullet for My Valentine Korn Down Papa Roach Asking Alexandria Architects Rise to Remain | Black Stone Cherry Gogol Bordello 3 Doors Down Volbeat Europe DragonForce Uriah Heep Dir En Grey Monster Truck | HIM Converge Motionless in White Turisas In This Moment The Sword Hang the Bastard Patent Pending Palm Reader Emperor Chung | Fearless Vampire Killers Fidlar The Algorithm Zico Chain Blood Command Verses Page 44 Zoax Semperfi Akord Free Fall Hammer of the Gods | We Are the Ocean Walking Papers Hear Kitty Kitty Toseland Rob Lynch Avosetta |

| Samstag, 15. Juni                                                                                       | Samstag, 15. Juni | Samstag, 15. Juni | Samstag, 15. Juni | Samstag, 15. Juni                                                                                       |
| Main Stage                                                                                              | Zippo Encore Stage | Pepsi Max Stage | Red Bull Studios Stage | Jägermeister Acoustic Stage                                                                             |
| --- | --- | --- | --- | --- |
| Iron Maiden Queens of the Stone Age Motörhead Alice in Chains Mastodon Black Star Riders Young Guns UFO | Enter Shikari Jimmy Eat World Thunder Lit Karnivool Katatonia Escape the Fate Hardcore Superstar Heaven’s Basement I Divide | The Hives Kvelertak Chthonic Uncle Acid & the Deadbeats Bury Tomorrow Heart of a Coward Empress AD Walking Papers Nekrogoblikon earthtone9 Crowns Hill Valley High Broken | Last Witness Rat Attack Lonely the Brave Voodoo Six Press to Meco Searching Alaska Wounds Sky Valley Mistress Silent Screams Black Moth Astroid Boys Idiom The Wild Lies Cytota | Devin Townsend Acoustic TV Buffalo Summer Crowns Straight Lines Fahran The Killing Floor The Afterparty |

| Sonntag, 16. Juni | Sonntag, 16. Juni | Sonntag, 16. Juni | Sonntag, 16. Juni | Sonntag, 16. Juni                                                                                        |
| Main Stage | Zippo Encore Stage | Pepsi Max Stage | Red Bull Studios Stage | Jägermeister Acoustic Stage                                                                              |
| --- | --- | --- | --- | --- |
| Rammstein 30 Seconds to Mars The Gaslight Anthem Stone Sour Parkway Drive Five Finger Death Punch Coal Chamber Cancer Bats Sacred Mother Tongue | Limp Bizkit A Day to Remember Airbourne Ghost Rival Sons Amon Amarth Masters of Reality Graveyard The Ghost Inside Hellyeah Blitz Kids | Satyricon Modestep P.O.D. Newsted Red Fang Vision of Disorder Bleed from Within Hacktivist Brutality Will Prevail Little Caesar Krokodil States of Panic Bovine | Sonic Boom Six Glamour of the Kill I Am I Falling with Style Surrender the Coast The Howling Forever Can Wait Radkey Buffalo Summer Huntress Black Dogs Mordecai The First Naked Flame | Heaven’s Basement Pig Iron Crash Mansion New Killer Shoes I Am I Night by Night The Graveltones Arthemis |

## Download-Festival 2014

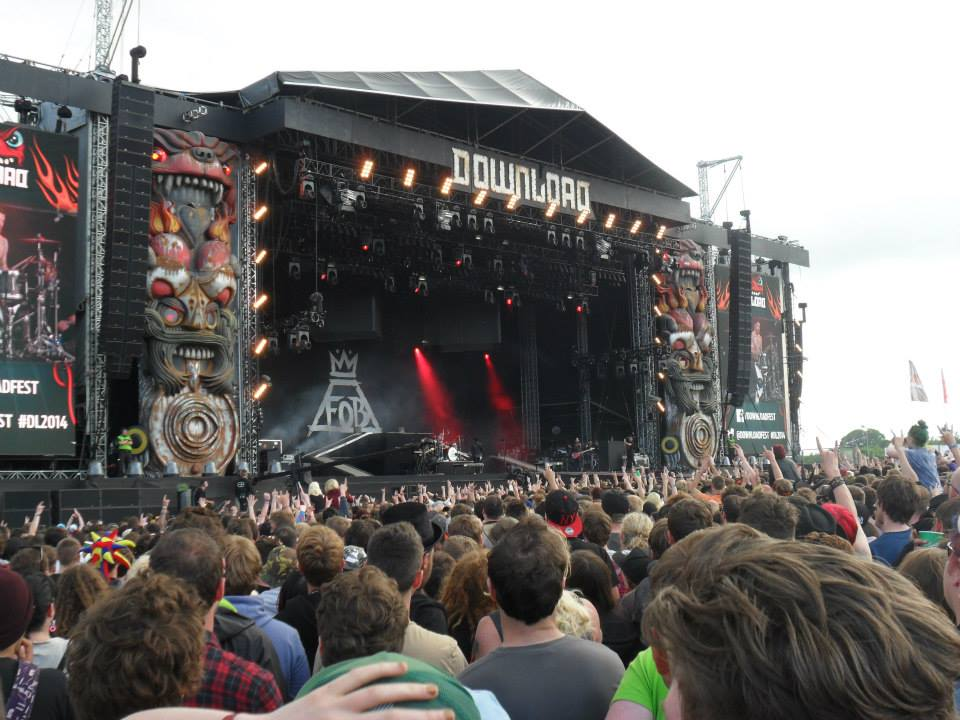
Fall Out Boy auf dem Download Festival 2014

Das Download-Festival 2014 fand vom 13. bis zum 15. Juni statt. Headliner waren Avenged Sevenfold, Linkin Park, die ihr komplettes Debütalbum Hybrid Theory auf die Bühne brachten, und Aerosmith. Einen besonderen Auftritt gab es auch von The Offspring, die ihr Album Smash in seiner Gänze spielten. Die Hauptbühne wurde diesmal nach dem englischen Blogger Stephen Sutton benannt, der am 14. Mai an Darmkrebs verstarb.
| Freitag, 13. Juni                                                                                               | Freitag, 13. Juni                                                                                                 | Freitag, 13. Juni                                                                                          | Freitag, 13. Juni | Freitag, 13. Juni                                                                             |
| The Stephen Sutton Main Stage                                                                                   | Zippo Encore Stage                                                                                                | Pepsi Max Stage                                                                                            | Red Bull Studios Live Stage | Jägermeister Acoustic Stage                                                                   |
| --- | --- | --- | --- | --------------------------------------------------------------------------------------------- |
| Avenged Sevenfold Rob Zombie Within Temptation Black Label Society Skindred Powerman 5000 Crossfaith Miss May I | The Offspring Bad Religion Flogging Molly Rival Sons The Temperance Movement The Answer Drenge Tesla Tax the Heat | Opeth Anathema Letlive. Royal Blood Quicksand The Amity Affliction Radkey Turbowolf I Am Fire No Hot Ashes | Dan Reed Network Tyketto Battlecross Baby Godzilla Huntress Lyger Drones Page 44 They Say Fall Bloody Hammers Bad Touch Goldray | Jamie Lenman The Answer Danny Vaughn New City Kings The Mercy House Mia Klose Brother & Bones |

| Sonnabend, 14. Juni | Sonnabend, 14. Juni | Sonnabend, 14. Juni | Sonnabend, 14. Juni | Sonnabend, 14. Juni                                                                                          |
| The Stephen Sutton Main Stage | Zippo Encore Stage | Pepsi Max Stage | Red Bull Studios Live Stage | Jägermeister Acoustic Stage                                                                                  |
| --- | --- | --- | --- | --- |
| Linkin Park Fall Out Boy Bring Me the Horizon Killswitch Engage Bowling for Soup While She Sleeps Bury Tomorrow Fozzy Dying Fetus | Status Quo Twisted Sister The Wildhearts Monster Magnet Orange Goblin Skid Row Twenty One Pilots The BossHoss Chevelle The Dirty Youth Press to Meco | Behemoth American Head Charge The Black Dahlia Murder The Vamps Blessthefall Arcane Roots Lonely the Brave Marmozets Lawnmower Deth Zoax Collibus Iceman Thesis | SikTh The Howling Malevolence Martyr Defiled New Politics Nothing More Skyharbor coldrain Chasing Cadence Sinners Highway Colt 45 Breathe in the Silence Cytota Iceman Thesis | Ginger Wildheart Bowling for Soup Anathema Toby Jepson Dave McPherson Richards/Crane Ducking Punches Enemo-J |

| Sonntag, 15. Juni                                                                                             | Sonntag, 15. Juni | Sonntag, 15. Juni | Sonntag, 15. Juni | Sonntag, 15. Juni                                                                       |
| The Stephen Sutton Main Stage                                                                                 | Zippo Encore Stage | Pepsi Max Stage | Red Bull Studios Live Stage | Jägermeister Acoustic Stage                                                             |
| --- | --- | --- | --- | --------------------------------------------------------------------------------------- |
| Aerosmith Alter Bridge Steel Panther Volbeat Joe Bonamassa Richie Sambora Buckcherry Winger Red Dragon Cartel | Trivium The Pretty Reckless Seether Philip H. Anselmo & The Illegals Sabaton Sepultura Emmure We Came as Romans Skillet Kill Devil Hill Avatar | The Dillinger Escape Plan The Used Suicide Silence Against Me! Memphis May Fire Black Stone Cherry Crazy Town The Treatment Feed the Rhino Thy Art Is Murder The Graveltones The Charm the Fury Viza | Zebrahead Monuments Polar Heart in Hand Reignwolf Adelphia The Magnus Puto Create to Inspire Kid Karate Chinese Missy Life on Standby Arthemis Dead City Streets | Nick Oliveri Jon Gomm Oxygen Thief Milk Teeth Versechorusverse Fizzy Blood Stormbringer |

## Download-Festival 2015
Das Download-Festival 2015 fand vom 12. bis zum 14. Juni statt. Headliner waren Slipknot, die damit das Festival zum fünften Mal besuchten und zum dritten Mal als Headliner auftraten, Muse und Kiss. Als Überraschungsgäste traten Babymetal auf, die zusammen mit DragonForce ihren Song Gimme Chocolate!! spielten. Zum ersten Mal wurden massive Überwachungsmaßnahmen eingesetzt, um das Festival zu sichern. So wurden die Festivalbänder mit RFID-Chips von YouChip versehen und Gesichtserkennung eingesetzt. Dies stieß nicht auf ungeteilte Gegenliebe und sorgte für Diskussionen.
Neben dem musikalischen Programm veranstaltete die britische Wrestling-Promotion Progress Wrestling im „Village“ eine Wrestling-Veranstaltung.
| Freitag, 12. Juni                                                                                       | Freitag, 12. Juni | Freitag, 12. Juni                                                                 | Freitag, 12. Juni | Freitag, 12. Juni                    |
| Main Stage                                                                                              | Zippo Encore Stage | The Maverick Stage                                                                | Jake’s Stage | Dog’s Bed Stage                      |
| --- | --- | --------------------------------------------------------------------------------- | --- | ------------------------------------ |
| Slipknot Judas Priest Five Finger Death Punch Clutch Lacuna Coil At the Gates Hellyeah All That Remains | Black Stone Cherry Thunder Corrosion of Conformity Modestep The Cadillac Three Blues Pills Fearless Vampire Killers Rival State | Fightstar DragonForce Sylosis Beartooth Defeater Gnarwolves Krokodil Counterparts | A Young Guns Bombus The One Hundred Decade American Fangs Allusondrugs Blood Youth The Raven Age The Wild Lies God Damn E of E | Hands Like Houses Beasts Rival State |

| Samstag, 13. Juni | Samstag, 13. Juni | Samstag, 13. Juni | Samstag, 13. Juni | Samstag, 13. Juni                      |
| Main Stage | Zippo Encore Stage | The Maverick Stage | Jake’s Stage | Dog’s Bed Stage                        |
| --- | --- | --- | --- | -------------------------------------- |
| Muse Faith No More A Day to Remember Rise Against Parkway Drive Hollywood Undead Mallory Knox Funeral for a Friend Heart of a Coward | Marilyn Manson Black Veil Brides Black Star Riders Motionless in White Carcass Testament Ace Frehley Apocalyptica Malefice Geyser The Lounge Kittens | Andrew W. K. Body Count Every Time I Die Crown the Empire Northlane Upon a Burning Body Stray from the Path Hands Like Houses Chunk! No, Captain Chunk! In Hearts Wake | Hey! Hello! The Pink Slips Dolomite Minor Insomnium Purson Dub War The Struts Roam Creeper Crobot Emp!re New Years Day Love Zombies Iconic Eye | Tim Vantol Von Hertzen Brothers Crobot |

| Sonntag, 14. Juni | Sonntag, 14. Juni | Sonntag, 14. Juni | Sonntag, 14. Juni | Sonntag, 14. Juni                                   |
| Main Stage | Zippo Encore Stage | The Maverick Stage | Jake’s Stage | Dog’s Bed Stage                                     |
| --- | --- | --- | --- | --------------------------------------------------- |
| KISS Mötley Crüe Slash featuring Myles Kennedy & The Conspirators Billy Idol Blackberry Smoke Tremonti Cavalera Conspiracy 36 Crazyfists Pop Evil | Enter Shikari Lamb of God In Flames L7 Eagles of Death Metal Godsmack We Are Harlot Backyard Babies Von Hertzen Brothers H.E.A.T The Dead Daisies | Yellowcard The Ghost Inside Madball Three Days Grace The Darkness Code Orange Evil Scarecrow September Mourning Like a Storm | Suicidal Tendencies Fidlar Chelsea Grin Butcher Babies Aaron Keylock Man with a Mission The Qemists René LaVice Trash Boat LTNT Hyena Colour of Noise Beasts Sirens in the Delta | Like a Storm Broken Chords Fearless Vampire Killers |

## Download-Festival 2016
Das Download-Festival 2016 fand vom 10. bis 12. Juni 2016 statt. Mit dem Tod von Lemmy Kilmister Ende 2015 hatte das Festival einen seiner drei Headliner verloren. Als Tribut an die Legende wurde die Main Stage in The Lemmy Stage umbenannt. Rammstein, Black Sabbath und Iron Maiden waren die Headliner des Festivals.
| Freitag, 10. Juni                                                        |                                                                                              |                                                                         | |
| The Lemmy Stage                                                          | Zippo Encore Stage                                                                           | The Maverick Stage                                                      | The Dogtooth Stage |
| Rammstein Korn Killswitch Engage Babymetal Alien Ant Farm Royal Republic | All Time Low Twin Atlantic Glassjaw The Amity Affliction Skillet Graveyard As Lions RavenEye | Gutterdämmerung The Wildhearts Kadavar Heck Zoax Puppy Hill Valley High | Raging Speedhorn InMe Savage Messiah Skinny Lister From Ashes to New Counting Days Havok Strange Bones The Amorettes Weirds In Search of Sun |

| Samstag, 11. Juni                                                            | | | |
| The Lemmy Stage                                                              | Zippo Encore Stage | The Maverick Stage                                                                                    | The Dogtooth Stage |
| Black Sabbath Deftones Megadeth Rival Sons Sixx:A.M. Atreyu Beartooth Avatar | NOFX Skindred Against the Current Juliette and the Licks Bury Tomorrow TesseracT Scorpion Child The Men that Will Not Be Blamed for Nothing Inglorious Santa Cruz | Pennywise Neck Deep Anti-Flag Escape the Fate Lawnmower Deth Danko Jones Turbowolf Black Peaks Shvpes | Municipal Waste The Shrine Cane Hill Slaves Dead! Milk Teeth Wage War Palisades Reigning Days Wearing Scars Scattering Ashes |

| Sonntag, 12. Juni                                                                                     | | | |
| The Lemmy Stage                                                                                       | Zippo Encore Stage | The Maverick Stage                                                                                                   | The Dogtooth Stage |
| Iron Maiden Nightwish Disturbed Shinedown Halestorm The Temperance Movement Amon Amarth Monster Truck | Jane’s Addiction Billy Talent Don Broco Breaking Benjamin One Ok Rock Periphery Delain Grand Magus Whiskey Myers Buck & Evans | Saxon Gojira Electric Wizard Tremonti Frank Carter & The Rattlesnakes Attila The Dirty Youth The Raven Age Wild Lies | Napalm Death Ho99o9 Good Tiger Ashestoangels Black Foxxes The Kenneths Muncie Girls The King Is Blind Witchsorrow Vukovi The Franklys |

### Paris
Parallel zum britischen Download-Festival gab es auf der Pferderennbahn Longchamp in Paris ein weiteres Festival. Das Programm war ähnlich, aber nicht identisch. Als Headliner traten Iron Maiden, Korn und Rammstein auf.

## Download-Festival 2017
Das Download-Festival 2017 fand vom 9. bis 11. Juni 2017 statt.
| Freitag, 9. Juni                                                                                         | | | |
| Main Stage                                                                                               | Zippo Encore Stage                                                                                       | The Avalanche Stage                                                                                                | The Dogtooth Stage |
| System of a Down Prophets of Rage Five Finger Death Punch Mastodon Sabaton Motionless in White Northlane | Sum 41 Good Charlotte Baroness Suicidal Tendencies Machine Gun Kelly The Raven Age Blackwater Conspiracy | Sleeping with Sirens State Champs Four Year Strong Issues Code Orange The Devil Wears Prada Astroid Boys M O S E S | Exodus The Contortionist Krokodil Lost Society Venom Prison God Damn Red Sun Rising Yonaka Otherkin Holding Absence She Must Burn |

| Samstag, 10. Juni                                                                        | | | |
| Main Stage                                                                               | Zippo Encore Stage | The Avalanche Stage | The Dogtooth Stage |
| Biffy Clyro A Day to Remember AFI Pierce the Veil Of Mice & Men SikTh Creeper Hacktivist | Rob Zombie The Devin Townsend Project Coheed and Cambria Max and Igor Cavalera Return to Roots Kvelertak Suicide Silence Alestorm RavenEye Tax the Heat | Simple Plan The Story So Far Every Time I Die Crown the Empire Knuckle Puck As It Is The One Hundred Trash Boat Greywind Normandie | Wednesday 13 The Lounge Kittens I the Mighty Sick Puppies Casey The LaFontaines Idles Junior BlackWaters Drones Dead Label |

| Sonntag, 11. Juni                                                                               | | | |
| Main Stage                                                                                      | Zippo Encore Stage | The Avalanche Stage | The Dogtooth Stage |
| Aerosmith Alter Bridge Steel Panther Airbourne In Flames The Cadillac Three Orange Goblin Fozzy | Slayer Opeth Clutch Ministry Anathema DevilDriver Red Fang The Dead Daisies Tyler Bryant & The Shakedown Broken Witt Rebels | The Dillinger Escape Plan Moose Blood Basement The King Blues Touché Amoré Dinosaur Pile-Up Dead! Blood Youth Grove Street Families Wallflower | Perturbator Like a Storm Aaron Buchanan & The Cult Classics Devilskin Love Zombies Fizzy Blood The Charm the Fury Stone Broken Brutai Fallen State |

## Download-Festival 2018
Das Download-Festival 2018 fand vom 8. bis 10. Juni 2018 statt.
| Freitag, 8. Juni                                                                            | | | |
| Main Stage                                                                                  | Zippo Encore Stage                                                                                     | The Avalanche Stage                                                                                  | The Dogtooth Stage |
| Avenged Sevenfold Bullet for My Valentine Volbeat Marmozets DragonForce Avatar Boston Manor | You Me at Six Hell Is for Heroes Jonathan Davis Andrew W. K. CKY Nothing More Miss May I Culture Abuse | Bad Religion The Bronx Cancer Bats Stick to Your Guns Stray from the Path Ded Employed to Serve Woes | TesseracT Napalm Death Emmure Igorrr Blessthefall Loathe Savage Messiah Gold Key Kaiser Franz Josef Helpless Cellar Darling |

| Samstag, 9. Juni | | | |
| Main Stage | Zippo Encore Stage | The Avalanche Stage                                                                                                  | The Dogtooth Stage |
| Guns n’ Roses Black Stone Cherry Thunder The Temperance Movement The Struts Monster Truck Whiskey Myers The Pink Slips | Parkway Drive Babymetal Asking Alexandria L7 Bury Tomorrow Corrosion of Conformity Lawnmower Deth Von Hertzen Brothers Powerflo | Neck Deep Mayday Parade The Maine Being as an Ocean The Fever 333 Rolo Tomassi The Faim WSTR TIGRESS The Bottom Line | Thy Art Is Murder Plini Knocked Loose Malevolence Massive Wagons Shvpes Sleep Token Higher Power Anchor Lane Death Blooms |

| Sonntag, 10. Juni                                                                                            | | | |
| Main Stage                                                                                                   | Zippo Encore Stage                                                                                              | The Avalanche Stage                                                                                        | The Dogtooth Stage                                                                                               |
| Ozzy Osbourne Marilyn Manson Shinedown Black Veil Brides In This Moment Hatebreed Cradle of Filth Inglorious | Rise Against Alexisonfire Meshuggah Thrice Body Count Kreator Dead Cross Turbonegro Greta Van Fleet Starcrawler | The Hives Less Than Jake A Jamie Lenman Black Foxxes Milk Teeth BadCopBadCop Puppy Ecca Vandal Dream State | Baroness Zeal & Ardor Myrkur All Them Witches Wayward Sons Myke Gray No Hot Ashes The Hyena Kill Sun Arcana Koyo |

## Download-Festival 2019
Das Download-Festival 2019 fand vom 14. bis 16. Juni 2019 statt.
| Freitag, 14. Juni                                                                                              |                                                                                               | | |
| Main Stage | Zippo Encore Stage                                                                            | The Avalanche Stage | The Dogtooth Stage |
| Def Leppard Slash feat. Myles Kennedy & The Conspirators Whitesnake Clutch Blackberry Smoke Tesla Last in Line | Rob Zombie Eagles of Death Metal Opeth Deadland Ritual Delain Kvelertak Skid Row Goodbye June | Me First and the Gimme Gimmes Reel Big Fish The Interrupters Zebrahead Man with a Mission Icon for Hire Sumo Cyco PENGSHUi | At the Gates Ne Obliviscaris Jinjer Twelve Foot Ninja Vega Lost Society Skynd Conjurer Nova Twins Those Damn Crows GroundCulture |

| Samstag, 15. Juni                                                                        | | |                                                                                            |
| Main Stage                                                                               | Zippo Encore Stage | The Avalanche Stage | The Dogtooth Stage                                                                         |
| Slipknot Die Antwoord Trivium Skindred Behemoth Power Trip Royal Republic Alien Weaponry | Halestorm Stone Temple Pilots Three Days Grace Brothers Osborne Epica Animals as Leaders Elvana Bad Wolves The Inspector Cluzo | Simple Creatures The Wonder Years Nothing, nowhere. Trash Boat ROAM Palisades The Beaches Hot Milk Yours Truly Parting Gift | Carcass Batushka Intervals The Hu Riding the Low Lovebites Queen Zee Underside Cloud Vambo |

| Sonntag, 16. Juni                                                                         | | | |
| Main Stage                                                                                | Zippo Encore Stage                                                                                  | The Avalanche Stage | The Dogtooth Stage |
| Tool The Smashing Pumpkins Lamb of God Amon Amarth Godsmack Underoath I Prevail Cane Hill | Slayer Dream Theater Anthrax Beartooth State Champs Starset Badflower Dinosaur Pile-Up Like a Storm | Enter Shikari Fever 333 Palaye Royale The Amity Affliction Our Last Night Black Peaks Heart of a Coward Allusinlove Black Futures RedHook | Municipal Waste Whitechapel Coldrain Alcest Toska Crystal Lake Kim Jennett Arron Buchanan & The Cult Classics Blurred Vision Wolf Jaw Lost in Stereo |

## Download-Festival 2020
Aufgrund der Versammlungbeschränkungen im Zuge der COVID-19-Pandemie musste das vom 12. bis 14. Juni geplante Download-Festival 2020 abgesagt werden. Stattdessen wurde mit dem Download TV ein dreitägiges virtuelles Festival über den Internet-Streamingdienst Youtube gezeigt, das sich aus Konzertmitschnitten früherer Festivals, bisher unveröffentlichten Interviews, neuen Aufführungen und mehr zusammensetzte. Das Online-Festival fand an denselben Tagen statt, an denen das Live-Festival stattfinden sollte.

### Ursprünglich geplantes Live-Lineup
| Freitag, 12. Juni |                                                                                       |                                                                                  |                                                                                                  |
| Main Stage | Second Stage                                                                          | Avalanche Stage                                                                  | Dogtooth Stage                                                                                   |
| Kiss Deftones Frank Carter & The Rattlesnakes Black Veil Brides Motionless in White Theory of a Deadman Wayward Sons | The Offspring The Distillers Airbourne Lacuna Coil Amaranthe Hatari The Glorious Sons | The Menzingers PUP Tiny Moving Parts Sleep Token Gender Roles Press Club Wargasm | Electric Wizard Blues Pills British Lion Will Haven Bokassa Tempt Cellar Door Moon Crow JJ Wilde |

| Samstag, 13. Juni                                                 |                                                                                   |                                                                                             | |
| Main Stage                                                        | Second Stage                                                                      | Avalanche Stage                                                                             | Dogtooth Stage |
| Iron Maiden Alter Bridge Gojira The Pretty Reckless The Raven Age | Killswitch Engage Mastodon Daughtry 3 Doors Down Bush The Wildhearts Stone Broken | Funeral for a Friend Employed to Serve Holding Absence Loathe Puppy Sulli Blackout Problems | Sepultura Obituary Dying Fetus Chelsea Grin Fire from the Gods Bleed from Within Higher Power Lotus Eater Dead Label Uncured |

| Sonntag, 14. Juni                                                                     |                                                                                                   |                                                                                             | |
| Main Stage                                                                            | Second Stage                                                                                      | Avalanche Stage                                                                             | Dogtooth Stage                                                                                           |
| System of a Down Korn Volbeat Babymetal Alestorm Powerwolf Thy Art Is Murder Wage War | Disturbed The Darkness Skillet Baroness Of Mice & Men P.O.D. Wednesday 13 The Last Internationale | Bowling for Soup Lit The Skints Marianas Trench Milk Teeth The Hara Cemetery Sun Dead Posey | Periphery Northlane Haken Polyphia Twin Temple Shvpes Kill the Lights Heavy Lungs Modern Error Renounced |

### Lineup des virtuellen Download TV
| Download TV | | |
| Freitag | Samstag | Sonntag |
| Kiss Deftones Frank Carter & The Rattlesnakes Black Veil Brides The Offspring Fozzy Wayward Sons Airbourne Sleep Token Biffy Clyro WWE NXT Superstars Wargasm Steel Panther Motionless in White Lacuna Coil PUP Of Mice & Men Q+A Milk Teeth Theory Grey Daze Black Futures Dinosaur Pile-Up Friday Theme: Superheroes Andy Copping Merlin Alderslade Sam Coare Kiss Makeup-tutorial mit Gemma Stafford Download Rocks at Home Download Trivia Heavy Metal Truants Doom Yoga BOSH! | Iron Maiden Gojira Killswitch Engage Alter Bridge Funeral for a Friend Loathe Poppy Creeper Mastodon The Wildhearts Bush Those Damn Crows The Pretty Reckless Sepultura Hank von Hell Amaranthe Bury Tomorrow Higher Power Shvpes Holding Absence Employed to Serve Milk Teeth Stone Broken Air Guitar Sophie Lloyd Download International Download Trivia Rockfit Cookalong with Nat's What I Reckon Simon Wood Andy Copping Kamran Haq Attitude Is Everything | System of a Down Korn Disturbed Volbeat Alestorm Powerwolf Periphery Bowling for Soup Skillet Wage War Baroness The Hara The Darkness Babymetal Cemetery Sun Twin Temple Milk Teeth Wage War The Circus of Horrors Paddy Considine Download Site Changes and Q&A Download Trivia Steph Van Spronson & Andy Copping Nandi Bushell Mind the Dog Rocktail Cocktail Cookalong With Simon Wood |

## Download-Festival 2021
Das Download-Festival 2021 fand vom 18. bis 20. Juni 2021 statt. Es gab nur zwei Bühnen und es traten nur britische Bands auf.
| Freitag, 18. Juni                                               |                                                      |
| Main Stage                                                      | Second Stage                                         |
| Frank Carter & the Rattlesnakes Neck Deep Boston Manor Hot Milk | Sleep Token Holding Absence Malevolence Death Blooms |

| Samstag, 19. Juni                                                                        |                                                                                                  |
| Main Stage                                                                               | Second Stage                                                                                     |
| Enter Shikari While She Sleeps Twin Atlantic Yonaka A Wargasm Bleed from Within Conjurer | Creeper Stone Broken Those Damn Crows Vukovi Tigercub The Hara As Everything Unfolds Lotus Eater |

| Sonntag, 20. Juni                                                                                            | |
| Main Stage                                                                                                   | Second Stage |
| Bullet for My Valentine Skindred The Wildhearts Elvana Lonely the Brave Loathe Employed to Serve Saint Agnes | Frank Turner & the Sleeping Souls Trash Boat Massive Wagons Jamie Lenman Higher Power Chubby and the Gang Cassyette Static Dress |

## Download-Festival 2022
Das Festival fand vom 10. bis 12. Juni 2022 statt.
| Freitag, 10. Juni                                                                                | | | |
| Main Stage                                                                                       | Zippo Encore Stage                                                                                                 | The Avalanche Stage                                                                                                | The Dogtooth Stage |
| Kiss A Day to Remember Skindred Black Veil Brides Bury Tomorrow Theory of a Deadman Wayward Sons | Frank Carter and the Rattlesnakes Airbourne Lacuna Coil Myles Kennedy & Company Skynd Kris Barras Band Ayron Jones | The Ghost Inside Sleep Token Normandie Meet Me @ The Altar Kid Brunswick As Everything Unfolds Pengshui Press Club | Electric Wizard Blues Pills Red Fang British Lion Bokassa Tempt A.A. Williams Dead Poet Society Cellar Door Moon Crow The Scratch Heriot |

| Samstag, 11. Juni                                                                               |                                                                                  | | |
| Main Stage                                                                                      | Zippo Encore Stage                                                               | The Avalanche Stage                                                                                                   | The Dogtooth Stage |
| Iron Maiden Deftones Shinedown Black Label Society Monster Truck Those Damn Crows The Raven Age | Megadeth Mastodon Daughtry Bush Ice Nine Kills Malevolence Cassyette Dirty Honey | Funeral for a Friend Creeper The Faim Grandson Holding Absence Loathe Dragged Under Salem Blackout Problems Aniimalia | Sepultura Napalm Death Dying Fetus Bleed from Within Venom Prison Will Haven Higher Power Dana Dentata Banks Arcade Dead Label Death Blooms Temples on Mars |

| Sonntag, 12. Juni                                                | | | |
| Main Stage                                                       | Zippo Encore Stage | The Avalanche Stage | The Dogtooth Stage |
| Biffy Clyro Korn Volbeat Rise Against Alestorm Powerwolf Wargasm | Steel Panther The Darkness Skillet Baroness Tremonti Wednesday 13 Massive Wagons The Last Internationale Control the Storm | Descendents Boston Manor Trash Boat Spiritbox Marianas Trench Jamie Lenman The Hara Cemetery Sun Dead Posey Static Dress | Myles Kennedy (Akustik) Yonaka Twin Temple Fire from the Gods Orbit Culture Kill the Lights Modern Error Phoxjaw Bimini Anchor Lane The Velveteers The Injester |

## Download-Festival 2023
Das Festival fand vom 8. bis 11. Juni 2023 statt.
| Donnerstag, 8. Juni                                 |                                                                      |                                                                           |                                                          |
| Apex Stage                                          | Opus Stage                                                           | Avalanche Stage                                                           | Dogtooth Stage                                           |
| Metallica Alter Bridge Halestorm Jinjer Mammoth WVH | Skindred Puscifer Hundred Reasons The Bronx Cancer Bats Cherry Bombs | State Champs Mom Jeans Punk Rock Factory Fearless Vampire Killers Tigress | Perturbator Haken A.A. Williams Caskets Mimi Barks Snayx |

| Freitag, 9. Juni                                                                      |                                                                                            |                                                                                   | |
| Apex Stage                                                                            | Opus Stage                                                                                 | Avalanche Stage                                                                   | Dogtooth Stage                                                                                      |
| Bring Me the Horizon Architects Pendulum Neck Deep Hot Milk Nova Twins Stand Atlantic | Evanescence Within Temptation Asking Alexandria Epica Elvana Smash into Pieces The Warning | VV PUP The Blackout Crawlers Demob Happy Aviva As December Falls RedHook Fixation | Carpenter Brut Empire State Bastard Brutus Ingested Undeath Pupil Slicer Witch Fever Taipei Houston |

| Samstag, 10. Juni                                                        | |                                                                              | |
| Apex Stage                                                               | Opus Stage | Avalanche Stage                                                              | Dogtooth Stage |
| Metallica Disturbed Alexisonfire Clutch Ice Nine Kills Fever 333 Polaris | Placebo Simple Plan Three Days Grace Motionless in White Carcass Municipal Waste Stray from the Path Static Dress | Coheed and Cambria Deaf Havana Bob Vylan Kid Kapichi Casey Blackgold Rituals | Creeper Monuments Gwar Spirit Adrift Enola Gay Bambie Thug Beauty School Dropout Lake Malice Kid Bookie Antisaint |

| Sonntag, 10. Juni                                                       |                                                                                                 | | |
| Apex Stage                                                              | Opus Stage                                                                                      | Avalanche Stage                                                                                        | Dogtooth Stage                                                                                      |
| Slipknot Parkway Drive I Prevail Behemoth The Hu Lorna Shore Bloodywood | Ghost Bad Religion Palaye Royale Dinosaur Pile-Up Avatar The Amity Affliction SiM Blind Channel | Electric Callboy Set It Off Mod Sun Cleopatrick Jazmin Bean Joey Valence & Brae Taylor Acorn Crashface | Hatebreed Touché Amoré Terror Soen Green Lung Soul Glo The Meffs Hawxx Graphic Nature Beauty School |

## Download-Festival 2024
Das Festival findet vom 14. bis 16. Juni 2024 statt. In der Woche vor dem Festival haben die Bands Ithaca, Pest Control, Scowl, Speed ihre Teilnahme am Festival abgesagt. Begründet wurde die Absage damit, dass das Finanzunternehmen Barclays zu den Sponsoren des Festivals gehört. In ihrem Statement erklärte die Band Scowl, dass Barclays eng mit dem Staat Israel verbunden sei, der während des Krieges im Gaza einen Genozid verübt. Electric Callboy mussten wegen der Erkrankung ihres Sängers Nico Sallach absagen.
| Freitag, 14. Juni                                                                                           |                                                                                            |                                                                          |                                                                              |
| Apex Stage                                                                                                  | Opus Stage                                                                                 | Avalanche Stage                                                          | Dogtooth Stage                                                               |
| Queens of the Stone Age Royal Blood Black Stone Cherry Polyphia The Struts Those Damn Crows The Blue Stones | Bad Omens Heilung Mr. Bungle Soft Play All Them Witches Scene Queen Of Mice & Men Hanabie. | Busted Wheatus Vukovi Escape the Fate Dream State Aviva Oxymorrons Storm | Biohazard Health Make Them Suffer The Callous Daoboys Urne Frozemode Defects |

| Samstag, 15. Juni                                                                                    | |                                                                                             | |
| Apex Stage                                                                                           | Opus Stage | Avalanche Stage                                                                             | Dogtooth Stage |
| Fall Out Boy The Offspring Enter Shikari Babymetal Frank Carter & the Rattlesnakes The Hunna Wargasm | Pantera While She Sleeps Tom Morello Slaughter to Prevail Karnivool Bleed from Within Alien Weaponry Asinhell Heriot | Billy Talent Holding Absence Silverstein Noahfinnce Rory Charlotte Sands DeathbyRomy HotWax | Fear Factory Dying Fetus Alpha Wolf Ne Obliviscaris Dying Wish Gel Guilt Trip Calva Louise Alt Blk Era Knife Bride Celestial Sanctuary |

| Sonntag, 16. Juni                                                                  | | | |
| Apex Stage                                                                         | Opus Stage                                                                                                  | Avalanche Stage                                                                                                  | Dogtooth Stage |
| Avenged Sevenfold Limp Bizkit Sum 41 Bowling for Soup Code Orange Lord of the Lost | Machine Head Corey Taylor Thy Art Is Murder Zebrahead Elvana Royal Republic 311 Kelsy Karter & the Heroines | The Used Counterparts Hoobastank Atreyu Tigercub Royal & the Serpent Halocene Pinkshift Cemetery Sun Delilah Bon | The Black Dahlia Murder Erra Fit for a King Shadow of Intent Imminence Brand of Sacrifice Crystal Lake Missio Underside Pest Control Harper Until I Wake |

## Download-Festival 2025
Das Festival findet vom 13. bis 15. Juni 2025 statt. 
| Freitag, 13. Juni                                                  |                                                                                 |                                                                                             | |
| Apex Stage                                                         | Opus Stage                                                                      | Avalanche Stage                                                                             | Dogtooth Stage                                                                                             |
| Green Day Weezer Jimmy Eat World Rise Against Boston Manor CKY SiM | Within Temptation Opeth Myles Kennedy Starset Northlane Dirty Honey The Scratch | McFly Elliot Minor Crossfaith Trophy Eyes Bad Nerves The Meffs Unpeople Dead Pony Karen Dío | Apocalyptica Eivør Alcest Vola Svalbard Windhand Graphic Nature Riding the Low Gore. Battlesnake The Haunt |

| Samstag, 14. Juni                                                                 | |                                                                                                  | |
| Apex Stage                                                                        | Opus Stage | Avalanche Stage                                                                                  | Dogtooth Stage |
| Sleep Token Shinedown Don Broco Palaye Royale Poppy Hatebreed Loathe Static Dress | Sex Pistols feat. Frank Carter The Darkness Eagles of Death Metal Polaris Awolnation Currents Kim Dracula Sophie Lloyd | Dayseeker Mallory Knox Twin Atlantic Smash into Pieces Mothica Lolo Split Chain Venus Grrrls Bex | Cradle of Filth Sylosis Kittie Anaal Nathrakh The Funeral Portrait Teen Mortgage Holy Wars Underside Zetra Bastardane Lastelle Artio |

| Sonntag, 15. Juni                                                                                  | | | |
| Apex Stage                                                                                         | Opus Stage | Avalanche Stage | Dogtooth Stage |
| Korn Bullet for My Valentine Spiritbox Meshuggah Jinjer Power Trip Bleed from Within Orbit Culture | Steel Panther Lorna Shore Airbourne Jerry Cantrell Alien Ant Farm Municipal Waste The Ghost Inside Nothing More Seven Hours After Violet The Southern River Band | Kids in Glass Houses Me First and the Gimme Gimmes Turbonegro Dead Poet Society House of Protection Spiritual Cramp Amira Elfeky Arrows in Action Harpy | SikTh Whitechapel Fit for an Autopsy Cattle Decapitation Novelists FR Unprocessed President Vowws Survive Said the Prophet Vower Faetooth Archers Neckbreakker |